# Lista över sånger i Roud Folk Song Index
Detta är en lista över sånger i Roud Folk Song Index, sorterad efter Roud Folk Song Index-nummer. Den fullständiga katalogen finns på Vaughan Williams Memorial Librarys webbplats. Vissa förlag har lagt till Roudnummer till böcker och fotnotering, vilket även har gjorts med Childnummer och Lawsnummer. Denna lista fungerar också som en länk till artiklar om sångerna. 
Indexet är en databas med nästan 200 000 referenser till nästan 25 000 sånger som har samlats in från muntlig engelsk tradition från hela världen. Den sammanställdes av Steve Roud, en före detta bibliotekarie i London Borough of Croydon.

## Lista
| 1. "The Raggle Taggle Gypsy" (Child 200) 2. "The Unfortunate Rake" (Laws Q26) 3. "Garners Gay" 4. "Lord Thomas and Fair Annet (Child 73) 5. "The Three Ravens" (Child 26) 6. "Lamkin" (Child 93) 7. "The Female Highwayman" / "Sovay" (Laws N21) 8. "De två systrarna" (Child 10) 9. "The Cruel Mother" (Child 20) 10. "Lord Randal" (Child 12) 11. "The Baffled Knight" (Child 112) 12. "The Elfin Knight" ("Scarborough Fair") (Child 2) 13. "The Dowie Dens o Yarrow" (Child 214) 14. "The Daemon Lover" (Child 243) 15. "The Cruel Ship's Carpenter" (Laws P36A/B) 16. "Frog Went A-Courting" 17. "The Three Butchers" (Laws L4) 18. "The Bramble Briar" (Laws M32) 19. "Honest Labourer" 20. "The Fause Knight Upon the Road" (Child 3) 21. "Lady Isabel and the Elf Knight" (Child 4) 22. "Gil Brenton" (Child 5) 23. "Earl Brand" (Child 7) 24. "Erlinton" (Child 8) 25. "The Fair Flower of Northumberland" (Child 9) 26. "The Cruel Brother" (Child 11) 27. "Babylon", "The Bonnie Banks o Fordie" (Child 14) 28. "Hind Horn" (Child 17) 29. "Sir Lionel" (Child 18) 30. "Willie's Lyke-Wake" (Child 25) 31. "A-Growing" ("He's Young But He's Daily A-Growing") (Laws O35) 32. "Kempy Kay" (Child 33) 33. "Hind Etin" (Child 41) 34. "The Broomfield Hill" (Child 43) 35. "Tam Lin" (Child 39) 36. "Captain Wedderburn's Courtship" (Child 46) 37. "Proud Lady Margaret" (Child 47) 38. "The Twa Brothers" (Child 49) 39. "The King's Dochter Lady Jean" (Child 52) 40. "Young Beichan" (Child 53) 41. "Sir Patrick Spens" (Child 58) 42. "Fair Annie" (Child 62) 43. "Child Waters" (Child 63) 44. "Fair Janet" (Child 64) 45. "Lady Maisry", "Bonnie Susie Cleland" (Child 65) 46. "Lord Ingram and Chiel Wyet" (Child 66) 47. "Young Hunting" (Child 68) 48. "Lord Lovel" (Child 75) 49. "The Lass of Roch Royal" (Child 76) 50. "Sweet William's Ghost" (Child 77) 51. "The Unquiet Grave" (Child 78) 52. "Little Musgrave and Lady Barnard" (Child 81) 53. "Child Maurice" (Child 83) 54. "Bonny Barbara Allan" (Child 84) 55. "Prince Robert" (Child 87) 56. "Young Johnstone" (Child 88) 57. "Fause Foodrage" (Child 89) 58. "Jellon Grame" (Child 90) 59. "Fair Mary of Wallington" (Child 91) 60. "Brisk Young Sailor (Courted Me)", "The Alehouse", "Died For Love", etc. (Laws P25) 61. "The Gay Goshawk" (Child 96) 62. "Brown Robyn" (Child 97) 63. "Johnie Scot" (Child 99) 64. "Willie o Winsbury" (Child 100) 65. "Willie o Douglas Dale" (Child 101) 66. "Tom Potts" (Child 109) 67. "The Knight and the Shepherd's Daughter" (Child 110) 68. "The Twelve Days of Christmas" 69. "Johnie Cock" (Child 114) 70. "A Gest of Robyn Hode" (Child 117) 71. "Robin Hood Rescuing Three Squires" (Child 140) 72. "Robin Hood and Queen Katherine" (Child 145) 73. "Sir Hugh" (Child 155) 74. "Queen Eleanor's Confession" (Child 156) 75. "Gude Wallace" (Child 157) 76. "Johnie Armstrong" (Child 169) 77. "The Death of Queen Jane" (Child 170) 78. "Six Dukes Went a-Fishing" 79. "Mary Hamilton" (Child 173) 80. "Captain Car" or "Edom o Gordon" (Child 178) 81. "The Laird o Logie" (Child 182) 82. "Jock o the Side" (Child 187) 83. "Archie o Cawfield" (Child 188) 84. "Hughie Grame" (Child 191) 85. "The Lochmaben Harper", "The Blind Harper" (Child 192) 86. Ingen uppgift 87. "Jamie Douglas"; "Waly Waly", "The Water Is Wide", eller "When Cockleshells Turn Silver Bells" (Child 204) 88. "Lord Delaware" (Child 207) 89. "Lord Derwentwater" (Child 208) 90. "Geordie" (Child 209) 91. "The Mother's Malison" eller "Clyde's Water" (Child 216) 92. "Broom of the Cowdenknowes" (Child 217) 93. "Katharine Jaffray" (Child 221) 94. "Lizie Lindsay" (Child 226) 95. "Glasgow Peggy" (Child 228) 96. "The Earl of Errol" (Child 231) 97. "Richie Story" (Child 232) 98. "Andrew Lammie" (Child 233) 99. "The Earl of Aboyne" (Child 235) 100. "Bonny Baby Livingston" (Child 222) | - 101. "Glenlogie" or "Bonnie Jean o' Bethelnie" (Child 238) - 102. "Lord Saltoun and Auchanachie" (Child 239) - 103. "The (Bonnie) Rantin' Laddie" or "Lord Aboyne" (Child 240) - 104. "Henry Martin"; or "Sir Andrew Barton" (Child 167 / Child 250) (se även Roud 192) - 105. "The Kitchie-Boy", "Bonny Foot-Boy" or "Earl Richard's Daughter" (Child 252) - 106. "Lord William", "Lord Lundy" or "Sweet William" (Child 254) - 107. "Burd Isabel And (Earl/Sir) Patrick" or "Burd Bell" (Child 257) - 108. "Broughty Wa's" or "(Burd) Helen" (Child 258) - 109. "(Lord Thomas and) Lady Margaret" or "Clerk Tamas (and Fair Annie)" (Child 260) - 110. "John Thomson and the Turk", "The Trooper and the Turk" (Child 266) - 111. "The Heir of Linne" (Child 267) - 112. "Lady Diamond (and the King's Daughter)", "Lady Daisy" or "Eliza's Bower" (Child 269) - 113. "The Lord of Lorn (and the Flas Steward)" (Child 271) - 114. "Four Nights Drunk" (Child 274) - 115. "Get Up and Bar the Door", "John Blunt" or "Old John Jones" (Child 275) - 116. "The Friar (in the Well/and the Maid/Well Fitted)" (Child 276) - 117. "The Wife Wrapt in Wether's Skin", "The (Wee) Cooper of Fife", "The Daughter of Peggy-O", "Dan Doo", etc. (Child 277) - 118. "The (Jolly/Ragged/Dirty) Beggar", "Davy Faa", "Farmer and Tinker", "Gaberlunyie Man", etc. (Child 279) - 119. \|"The Beggar-Laddie", "The Beggar's (Dawtie/Prince)", etc. (Child 280) - 120. "The Keach i the Creel" (Child 281) - 121. "The Highwayman Outwitted By a Farmer's Daughter" - 122. "Sweet Trinity", "Golden Vanity", "Bold Trellitee", etc. (Child 286) - 123. (The) (Young) (Earl of) Essex('s Victory over the Emperor of Germany)", "Queen Elizabeth's Champion" or "Great Britain's Glory" (Child 288) - 124. "The Mermaid", "As I Sailed Out One Friday Night" or "The Cabin Boy" (Child 289) - 125. "The Wylie Wife of the Hie Toun Hie", "the Flowers of Edinburgh" or "My Lady Ye Shall Be" (Child 290) - 126. "The Derby Ram" or "As I was Going to Derby" - 127. "The Leaves of Life", "Under the Leaves", "The Seven Virgins" - 128. "The Herring Song", "Bolliton Sands", or "The (Jolly) (Old/Red) Herring('s Head)" - 129. "The Rattlin' Bog", "The Everlasting Circle", "Down in the Lowlands" - 130. "Three Jolly Rogues" - 131. "The Fox" - 132. "The Blind Beggar" (Laws N27) - 133. "Green Grow The Rushes Oh", "Come and I Will Sing You" or "The Dilly Song" etc. - 134. "The Coasts of High Barbaree" (Laws K33) - 135. "O Let Me in This Ae Night", [Cold Blow and the Rainy Night\|Cold Blow And A Rainy Night", "The Laird o' Windywa's" etc. - 136. "King Orfeo" (Child 19) - 137. "Tam Pierce" (Widdicombe Fair) - 138. "The Miller's Three Sons", "The Miller's Will", "The Miller and His Sons", "The Dishonest Miller" (Laws Q21) - 139. "Jones' Ale", "Joan's Ale Was New" - 140. "The Bold Grenadier", "The Nightingale Song" or "One Morning In May" etc. (Laws P14) - 141. "Dog And Gun" or "The Golden Glove" (Laws N20) - 142. "Charming Mary Neal" (Laws M17) - 143. "The Counting Song", "One Man Went to Mow" etc. - 144. "The Maid Freed from the Gallows" (Child 95), "The Prickle Holly Bush" - 145. "Glasgerion" or "Glenkindie" (Child 67) - 146. "No, Sir, No", "No John No" - 147. "Clerk Corvill", "(Giles/George) Collins" or "Lady Alice" (Child 42 / Child 85) - 148. "The Banks of Sweet Dundee" (Laws M25) - 149. "The Crabfish" - 150. "When I Was a Young Man I Lived Rarely" - 151. "An Awhesyth", "The Pretty Ploughboy", or other versions of "The Lark in the Morning"; "The Lark in the Morning" is a version on its own - 152. "Early Early In The Spring", "The Trail To Mexico" or "The Sailor Deceived" etc. (Laws M1) - 153. "The Haymakers' Song", "The (Pleasant) Month of May" - 154. "I Once Loved a Lass", "The False Bride" or "The Week Before Easter" - 155. "Mary Of The (Wild) Moor" (Laws P24) - 156. "The Betrayed Maiden" or "Betsy (The Waiting Maid)" etc. (Laws M20) - 157. "Banks of the Ohio" (Laws F5) - 158. "Bold William Taylor" (Laws N11) - 159. "The Soldier's Alphabet" - 160. "The Farmer's Curst Wife" (Child 278) - 161. "Riddles Wisely Expounded", "Lay Bent To The Bonny Broom", "The Devil's Nine Questions" etc. (Child 1) - 162. "The Light Dragoon", "The Trooper And The Maid", etc. (Child 299) - 163. "The Jolly Ploughboy", "The Scarlet And The Blue", "The Warwickshire RHA", etc. - 164. "John Barleycorn" - 165. "Adieu My Lovely Nancy", "The Sailor's Farewell", "Swansea Town", etc. - 166. "Polly Vaughn" (Laws O36) - 167. "The Brisk Young Butcher", The Leicester Chambermaid", "Aikey Fair", etc. - 168. "The Fair Lass Of Islington" - 169. "The Seasons Of The Year" - 170. "Once I Had A Sweetheart" - 171. "Young Ramble Away" or "Brimbledown Fair" - 172. "Bonnie Annie" or "The Banks Of Green Willow" (Child 24) - 173. "Strawberry Fair" - 174. "The Cobbler And The Butcher" or "The Cunning Cobbler Done Over" - 175. "Cruel Was My Father", etc. (Laws P20) - 176. "The Little Dun Mare" - 177. Ingen uppgift - 178. "The Gentleman Soldier", "The Sentry" etc. - 179. "The Grey Cock", "Saw You My Father?", "The Cock Is Crowing", etc. (Child 248) - 180. "The Brown Girl" (Child 295) - 181. "The Maid on The Shore", "The Mermaid" or "The Sea Captain" (Laws K27) - 182. "Edwin" or "Young Edwin in the Lowlands Low" (see Young Edwin in the Lowlands Low) - 183. "Eggs and Marrowbone", or simply "Marrowbones" (Laws Q2) - 184. "Johnny Sands" (Laws Q3) - 185. "The Drowned (Lover/Sailor)", "In London Fair City", "Scarborough Banks", etc. (Laws K18) - 186. "The (Pretty/Jolly/Simple) Ploughboy" (Laws M24) - 187. "Jemmy And Nancy", "The Yarmouth Tragedy", etc. (Laws M38) - 188. "The Councillor's Daughter", "The Crafty Lover", "The Lawyer Outwitted" etc. (Laws N26) - 189. "The Lake Of Coulfin", "Willy Leonard", etc. (Laws Q33) - 190. "Bold Reynard", "Bold Reynolds", or "Gentlemen of High Renown" - 191. "The White/Blue/Green Cockade", "Sad Recruit", etc. - 192. "Elder Bordee", "A True Relation of the Death of Sir Andrew Barton a Pyrate and Rover" (Child 167 / Child 250) (se även Roud 104) - 193. "Sweet Lemminy" - 194. Ingen uppgift - 195. "Sir Arthur And Sweet Mollee", etc. (Laws O14) - 196. "The Wife of Usher's Well", "The Lady Gay", "Three Little Babes", etc. (Child 79) - 197. "The Great Silkie of Sule Skerry" (Child 113) - 198. "Willie and Lady Maisry" (Child 70) - 199. "The Famous Flower of Serving-Men" (Child 106) - 200. "Edward", "How Come That Blood on Your Shirt Sleeve", etc. (Child 13) |

| - 201. "The False Lover Won Back" (Child 218) - 202. "The Jolly Ploughboy" - 203. "O Good Ale Thou Art My Darling" - 204. "Maa Bonny Lad" - 205. "The Bonny Hind" (Child 50) - 206. "Rare Willie Drowned in Yarrow" (Child 215) - 207. Santianna or "Santy Anna" or "The plains of Mexico" - 208. "Poor Paddy Works on the Railway" - 209. "Gower Wassail", "Gloucestershire Wassail", "Wassail Song", and other wassails - 210. "Maids When You're Young Never Wed an Old Man" - 211. "Wa'ney Island Cockfight", "The Bonny Grey" - 212. Ingen uppgift - 213. Ingen uppgift - 214. "Famed Waterloo" (Laws 38) - 215. "Maria Martin" - 216. "Stormalong" - 217. "When Bucks A-Hunting Go", - 218. "Oxford/Worcester City" - 219. "Thomas the Rhymer" (Child 37) - 220. "Willie's Lady" (Child 6) - 221. "Van Diemen's Land", "Young Henry the Poacher" - 222. "Thorny Moor Woods" - 223. "The Ballad of Chevy Chase" ("The Hunting of Cheviot") (Child 162) - 224. "Captain Ward and the Rainbow" (Child 287) - 225. ' 'Ingen uppgift' ' - 226. "The Female Drummer" - 227. "Admiral Benbow" - 228. "The Widow of Westmoreland's Daughter" - 229. "Little Gypsy Girl" (Laws O4) - 230. "We Wish You a Merry Christmas", "Open the Door" etc. - 231. "The Cabin Boy", "I am a Maid that's Deep in Love" (Laws 231) - 232. "The Game Of Cards" or "Game of All Fours" - 233. "The Duke of Marlborough" - 234. "Lizie Wan" (Child 51) - 235. "A You a Hinny Bird" - 236. "The Cutty Wren" - 237. "Bessy Bell and Mary Gray" (Child 201) - 238. "The Happy Couple" (Laws N15) - 239. "Female Cabin Boy" (Laws N13), "Handsome Cabin Boy" (Laws M23) - 240. "The Best Old Man", "My Good Old Man", "My Old Man" - 241. "The German Clockmaker", "I am a Von German" - 242. "Young Allan" (Child 245) - 243. "Redesdale and Wise William" (Child 246) - 244. "Willie's Fatal Visit" (Child 255) - 245. "Alison and Willie" (Child 256) - 246. "The Suffolk Miracle" or "The Holland Handkerchief"(Child 272) - 247. "The Laird o Drum" (Child 236) - 248. "King Edward the Fourth and a Tanner of Tamworth" (Child 273) - 249. "John Dory" (Child 284) - 250. "John of Hazelgreen" (Child 293) - 251. "King Henry Fifth's Conquest of France" (Child 164) - 252. "Three Drunken Maidens" - 253. "Fair Margaret and Sweet William (Child 74) - 254. "Frankie and Johnny", "Frankie Dean" - 255. "Engine One-Forty-Three", "The FFV"," "George Alley" etc. (Laws G3) - 256. "The Jam at Gerry's Rock" (Laws C1) - 257. "The State of Arkansas" - 258. "The Soldiers's Poor Little Boy" (Laws Q28) - 259. "Jack o' Diamonds" - 260. "Fair Charlotte" (Laws G17) - 261. "The Boston Burglar" (Laws L16) - 262. "The Girl I Left Behind" (Laws P1) - 263. "The Cruel Miller" (Laws P35) - 264. "John Riley", "The Broken Token" eller "A Fair Young Maid All in Her Garden" (Laws N42) - 265. "The Dark Eyed Sailor" (Laws N35) - 266. "Banks of Claudy", "Claudy Banks", "Cloddy Banks" (Laws N40) - 267. "George Riley", "John Riley", "Young Riley" (Laws N36/Laws N37) - 268. "Jack Monroe" - 269. "Rosemary Lane", "Bell Bottom Trousers" - 270. "John Riley" (Laws M8) - 271. "Vilikens and Dinah" (Laws M31) - 272. "The Rebel Soldier" - 273. "A Sailor's Life" (Laws K12) - 274. "The Sailor's Bride" (Laws K10) - 275. "The Little Mohee", "The Lass of Mohee" (Laws H8) - 276. "The Green Bed" (Laws K36) - 277. "Seventeen Come Sunday" (Laws O17) - 278. "The Seven Joys of Mary" - 279. "Green Grows the Laurel" - 280. "Erin's Green Shore" (Laws Q27) - 281. "Father Grumble" "The Old Man Who Lived in the Woods" (Laws Q1) - 282. "Grandma's Advice" - 283. "Three Jolly Huntsmen", "Six Jovial Welshmen" - 284. "Shepherds Are the Best of Men" - 285. "Old Polina" - 286. "The Beggars Chorus", "To the Begging I Will Go" - 287. "Old Christmas Day" - 288. "Babes in the Wood" (Laws Q34) - 289. "The Box Upon Her Head" (Laws L3) - 290. "Three Maidens A-Milking Did Go" - 291. "The Bold Fisherman" (Laws O24) - 292. "Lass O' Glenshea" (Laws O6) - 293. "My Bonny Boy", "The Grey Hawk" - 294. "Brian O Linn" - 295. Ingen uppgift - 296. "The Spanish Fight" - 297. "Cupid's Garden" - 298. "Dabbling in the Dew" - 299. "The Lincolnshire Poacher" - 300. "Adieu to Your Judges and Juries" | - 301. "Loss of the Amphitrite", "The Anford-wright" - 302. "King John and the Bishop" (Child 45) - 303. "The Twa Knights" (Child 268) - 304. "Souling Song", "Catherning", "Stafford Begging Song", "Caking Song" - 305. "May Song", "May-day Carol", "Awake Awake", "Padstow May Song", "Whitsuntide Carol" - 306. "The Carnal and the Crane", "King Herod and the Cock", "King Pharim" (Child 55) - 307. "The Little Lowland Maid", "The Cruel Lowland Maid", "The Pretty Sailor" - 308. "Irish Girl", "New Irish Girl", "Molly Bawn", "As I Walked Out", "Red Red Rose", "Banagher Town", "The Irish Wash-woman", "Grace Grace", "Gramachree", "My Irish Polly", "I Wish I Were", "One May Morning", "Love It is a Killing Thing", "Irish Girl's Lament", "I Would I Were a Little Bird", "Pretty Polly", "Let the Wind Blow High or Low", "One Day as I Walked", "I Wish I Was in Dublin Town", "Red and Rosie Wis Her Cheeks", "I Wish I Had You in Yon Green Lawn", "The Manchester Angel", "Down By Yon Riverside", "Her Boots Were O the Spanish Leather" - 309. "Canada-I-O" - 310. "Harvest Home", "Here's a Health unto Our Master", "The Mistress's Health", "Shepherd's Health", "The Greasy Cook", "Sheep Shearing Toast", "Drink Boys Drink", "Peas Beans Oats and the Barley", "Bridal Song", "The Haymakers' Song" - 311. "The Bold Trooper", "The Old Drover", "The Game Cock" - 312. "Blackwater Side" (Laws O1) - 313. "The Mountaineer's Courtship", "When Shall We Be Married", "Nicol O' Cod", "Nicholas Wood", "Haymaker's Song", "The Country Courtship", "What'll I Wear to the Wedding John", "Buffalo Boy", "My Dear Old Innocent Boy", "Reckle Mahudie", "My Old Sweet Nichol", "Joan to Jan", "Dear Old Ages Boy", "Nickety Nod", "John and Mary", "Where Shall We Go For Our Honeymoon John", "Johnny My Darling Lad" - 314. "The Sailor Likes His Bottle O", "The Sailor's Loves", "So Early in the Morning", "A Bottle of Rum" - 315. "Five Gallon Jar" - 316. Ingen uppgift - 317. "Rio Grande" - 318. "A Long Time Ago", "Noah's Ark Shanty" - 319. "Sacramento" - 320. "Sing Fare You Well" - 321. "The Bold Dragon" (Laws M27) - 322. "Drunken Sailor" - 323. "The Battle of Chevy Chase" - 324. "Oh Shenandoah" - 325. "South Australia" - 326. "Billy Boy", "Billy My Billy", "Charming Billy", "My Boy Willie", "My Boy Tammy", "Tammy's Courtship", "I Am to Court a Wife", "The Lammie", "Where Have You Been All the Day", "We're All Jolly Fellows That Follow the Plough", "Lord Rendal", "Bonny Lad Highland Lad", "Willy the Witch", "Can't Jump Josie" - 327. "The Bully Boat", "Sally My Dear", "Ranzo", "Oh What Did You Give for Your Fine Leg O' Mutton" - 328. "Zip Coon", "Wild Goose Nation", "Ranso", "Huckleberry Hunting", "The Wild Goose Shanty" - 329. "Hares on the Mountain", "Sally my Dear", "Knife in the Window", "Crawling and Creeping" - 330. "The Riddle Song", "I Gave My Love a Cherry", "Perry Merry Dictum Domine", "Kilkenny Is a Fine Place", "Don't You Go A-rushing", "Four Sisters", "Four Brothers", "My Father Gave Me Fifty Cents", "Gifts From Over the Sea", "I'm a Rover", "Dublin Bay" - 331. "Sally in the Garden Sifting Sand", "Sally Ann", "The Hog-eyed Man", "Rodybodysho", "Hauling into Blackwall Docks", "O Who's Been Here", "As I Went up in My Cornfield" - 332. "Robin Hood and the Tanner" (Child 126) - 333. "The Bold Pedlar and Robin Hood" (Child 132) - 334. "The Bonny Earl of Murray" (Child 181) - 335. "The Death of Parcy Reed" (Child 193) - 336. "The Fire of Frendraught" (Child 196) - 337. "Bothwell Bridge" (Child 206) - 338. "Bonnie James Campbell" (Child 210) - 339. "The Gardener" (Child 219) - 340. "Rob Roy" (Child 225) - 341. "Bonny Lizie Baillie" (Child 227) - 342. "The Duke of Gordon's Daughter" (Child 237) - 343. "The Baron o Leys" (Child 241) - 344. "Astrilly," "The Pitman's Farewell" - 345. "Jeannie and Jamie", "Huntingtower" (Laws O23) - 346. "All Jolly Fellows that Follow the Plough", "Jolly Plough Boys", "Arise My Jolly Fellows", "'Twas Early One Morning", "One Midsummer's Morning", "The Cocks Were A-crowing", etc. - 347. "Greenland Whale Fishery" - 348. "William and Mary", "Little Mary, The Sailor's Bride", etc. (Laws N28) - 349. "Isle Of St. Helena", "Boney's In St. Helena", "Boney's Defeat" - 350. "The Soldier and the Sailor", "The Soldier's Prayer" - 351. "The River Lea" - 352. Ingen uppgift - 353. "Johnnie Booker", "Do My Johnny Poco" - 354. "Leave Her Johnnie Leave Her" - 355. "The Painful Plough", "The Useful Plough", "The Faithful Plough", "Old Friend Gardener and Ploughman" - 356. "The Birds in the Spring" - 357. "Old Humphrey Hodge", "Rock the Cradle John" - 358. "Bold Reynard the Fox", "The Duke's Hunt" - 359. "Ellen the Fair" - 360. "The Roving Journeyman", "The Roving Irishman", "The Roving Navvie Man", "Roving Jack" - 361. "The Courting Case", "The Drunkard's Courtship" - 362. "The Old Man From Over The Sea" - 363. "Hares in the Old Plantation", "The Hearty Poacher", "I Keep My Dogs and Ferrets, Too" - 364. "Jack the Rover", "Aylesbury Girl", "Haselbury Girl", "As I Went Down to Salisbury", "As I Rode Up Through London Street", "Untied Garter" - 365. "Arthur of Bradley's Wedding" - 366. "Seeking Service," The Rigwiddy Carlin," "Bargain with Me," "Tam Bo/Bowie/Booey," "Magherafelt Hiring Fair," "My Brave Billy Boy," "The Wanton Widow" - 367. "Sweet Polly Oliver" - 368. "Blow the Candle Out", "Bengalee Baboo" - 369. "Sam Hall" (Laws L5) - 370. "At the Dawning of the Day" - 371. "Sweet Nightingale", "Come Come My Pretty Maid", "Well Met Pretty Maid", "To Milk in the Valley Below", "The Milkpail" - 372. "British Man-of-war", "Lovely/Pretty Susan" - 373. "The Roving Highlander," "The Poacher of Benabourd" - 374. "The Wark O' the Weavers" (David Shaw) - 375. "O'er the Muir Among the Heather", "Up Yon Wide and Lonely Glen", "Heather Down the Moor" - 376. "Outward Bound", "The Faithful Sailor Boy" (Laws K13) - 377. "Basket of Eggs", "Eggs in Her Basket" - 378. "Bonny Blue Handkerchief" - 379. "Green Broom", "The Broom Dasher", "Jack and His Brooms" - 380. "Seven/Two Years O'er Young," "Touch Not the Nettle" - 381. "The Scornful Dame", "Come Write Me Down Ye Powers Above", "Second Thoughts Best", "The Shepherd and His Bride" - 382. "Richard/Dicky of Taunton Dean", "Old Dobbin", "Dumbledown Deary" - 383. "The Broken-down Gentleman" - 384. "Farewell to Nova Scotia" - 385. "Batchelor's Hall", "Bachelor's Hall", "When Boys Go A-courting" - 386. "Rambling Boys/Lads of Pleasure" - 387. "The Blackbird", "If I Was a Blackbird" - 388. "The Wreck off Scilly", "The Rocks of Scilly", "Stormy Winds Do Blow" - 389. Pretty Polly' - 390. "Old Dan Tucker" - 391. "Jeannette and Jeannot", "Poor Jeannette" - 392. Ingen uppgift - 393. "The Hearty Good Fellow", "One Penny", "No Money and Plenty", "Saddle My Horse" - 394. "God Rest Ye Merry, Gentlemen", "Come All You Worthy Gentlemen" - 395. "Cheerly Man", "Sally Racket" - 396. "The Bold Lieutenant", "The London Lady", "The Lion's Den", "Lions and Tigers", "St. James's", "The lady of Carlisle" (Laws O25) - 397. "Reynardine" - 398. "Caroline of Edinburgh Town", "The Hedginer" (Laws P27) - 399. "The Sheffield/Unfortunate Apprentice", "Died for Love of You", "The Chambermaid", "The Maid and Her Box", "My Sad Overthrow" - 400. "William Hall", "George Reilly", "The Brisk Young Lover/Farmer" |

| - 401. "No, My Love No", "Warfare Is Raging", "Bad Company Did Entice Me" - 402. "I Drew My Ship into a Harbour", "Awake Awake You Drowsy Sleeper", "Who Is Tapping at my Window?", "I'll Lock You Up in Your Bedchamber", "Cruel Father", "Daughter In The Dungeon" - 403. "The Drowsy Sleeper" - 404. The State of Georgia, "Born and Raised in Ole Virginia", "O Molly Dear, Go Ask Your Mother" - 405. "Lover's Lament","Beauty Bright", "Oh Once I Did Court a Damsel", "Don't You Remember Last Friday Night", "Off to the War", "The Single Girl" - 406. "Locks and Bolts", "'Twas over Hills", "Young Men and Maids", "I Never Knew", "The Back o' Benachie", "Johnny Dials", "Over Hills and over Fields", "Anna May", "The Cuckoo" - 407. "Pretty Nancy of Yarmouth", "Barbara Allen" - 408. "The Farmer's Boy" - 409. "Butcher Boy" - 410. "Bury Me Beneath the Willow" - 411. "Dear Companion" - 412. "The Rejected Lover" - 413. "The Cuckoo" - 414. "On Top of Old Smoky" - 415. "The Blind Girl", "The Blind Child's Prayer" - 416. Ingen uppgift - 417. "Pretty Saro", "Go Away Willie", "Sir Hugh" - 418. "Mary at the Garden Gate" - 419. "The False Young Man", "False True Love", "Bird in a Cage", "T Stands for Thomas", "False Lover's Farewell", "As I Walked Out One May Morning", "The Verdant Braes of Screen" - 420. "The Silk Merchant's Daughter", "Miss Martha", "The Virginian Lover" - 421. "Sinful to Flirt" - 422. "Turtle Dove", "True Lover's Farewell", "Careless Love", "Fare Thee Well" - 423. Ingen uppgift - 424. "My Love Is Over the Sea," "Sailing on the Sea," "Sea Song" - 425. "The Bind Girl's Prayer" [sic] - 426. "Rosewood Casket" - 427. "Tarry Trousers" - 428. "The Gambling Man" - 429. Ingen uppgift - 430. "Pretty Polly Perkins of Paddington Green" - 431. "Rattlesnake Mountain" - 432. "Will the Weaver" (Laws Q9) - 433. "A Week's Work Well Done", "Tiresome Wife", "The Holly Twig", "Bachelor Bright and Brave" - 434. "The Dumb Wife's Tongue Let Loose" - 435. "The Weary Pund O'Tow" - 436. "Single Girl", "O Then", "The Deserter" - 437. "O Then O Then", "I Wish I Was Single Again" - 438. "The Lazy Farmer", "The Lazy Man", "Georgia Boy", Harm Link" - 439. "Spring Glee","When Spring Comes In", "The Dairymaid" - 440. "Cornbread and Buttermilk", "Old Virginia Girls" - 441. "I Must and I Will Get Married", "The Fit's Come On Me Now" - 442. "Hardly Think I Will", "Common Bill", "Silly Billy", "The Green Young Man" - 443. "Scenes Of Winter" - 444. "Charles Guiteau" (Laws E11) - 445. Ingen uppgift - 446. "Down in the Willow Garden", "Rose Connelly" (Laws F6) - 447. "Omie Wise" - 448. "Ellen Smith" - 449. "Macafee's Confession", "Harry Gray" - 450. "When the Work's All Done This Fall" - 451. "Come All You Fair and Tender Ladies" - 452. "The Bitter Withy" - 453. "The Cherry-Tree Carol" (Child 54) - 454. "The Irish Girl", "Meeting Is a Pleasure", "Loving Hanner", "You Will Remember" - 455. "Johnny Doyle/Dials", "The Muddy Droves" - 456. "Skewball", "The Plains of Kildare" - 457. "The Orphan Girl" - 458. "Two Little Orphans" - 459. "Fond Affection", "Go and Leave Me, If You Wish It", "Once I Loved" - 460. "I'm Thinking Tonight of My Blue Eyes", "Broken Vows", "Broken Hearted Lovers" - 461. "Fair and Tender Maidens" - 462. Ingen uppgift - 463. "They Were Standing By the Window" - 464. "Look on and Cry" - 465. "The Rowan County Murder" - 466. "The Drowned Lover", "Down by the Sea-Shore", "Oh! My Love's Dead", "I Never Will Marry" (Laws K17) - 467. "The Deaf Woman's Courtship" - 468. "Billy Grimes" - 469. "The Foolish Boy", "The Swapping Song", "The Bugle Played for Me", "Six Horses", etc. - 470. "The Mocking Bird" - 471. "Black Mustache" - 472. "Blow the Wind Wester/Whistling" - 473. "Well Done Liar", "Martin Said To His Man" - 474. "I Have Finished Him a Letter", "Anna Lee" - 475. "All For Me Grog" - 476. "Brennan on the Moor" - 477. "Dives and Lazarus" (Child 56) - 478. "The New York Trader", "Sir William Gower", "Bedlam" etc. - 479. "Sir Cawline" (Child 61) - 480. "Come All You Western Rangers" - 481. "Tom's Gone to Ilo" - 482. "Brown Adam" (Child 98) - 483. "The Bailiff's Daughter of Islington" (Child 105) - 484. "Lowlands of Holland", "Come All You Little Irish Girls", "The Lawlands O' Holland", "(The) Low (Low) Lands of Holland", "The Lowlands O' Holland", "Lowlands Low", "The Maid's Lamentation For the Loss of Her True Love", "The Lowlands of Germany", "The Soldier Bride's Lament", "Maiden's Complaint For the Loss of Her Sailor", "The Lily of Arkansas", "Sea Captain, the (a New Song)", "I'll Build Myself a Gallant Ship", "Abroad as I Was Walking", "Holland is a Fine Place", "A New Song, Called the Distressed Sailor", "The Cold Fields of Ireland", - 485. "Boney Was a Warrior" - 486. "Oh You New York Girls", "Can't You Dance the Polka" - 487. "Lady Franklin's Lament"/"Lord Franklin" (Laws K9) - 488. "Whip Jamboree" - 489. "Soldier Will You Marry Me" - 490. "The Newry Highwayman" ("Adieu, Adieu", "The Rambling Boy") (Laws L120) - 491. "The Poor Old Couple" - 492. "The Rainbow", "The Fight of the Spanish Main", "The Rich Damsel", "As We Were A-Sailing", etc. (Laws N4) - 493. "The Deserter" - 494. "Cock Robin" - 495. "Died for Love", "Oh What a Voice", "I Wish I Wish", "I Wish I Was a Child Again", "Sweet William" - 496. "Glee", "Of All The Birds", "Jolly Red Nose", "The Owl" - 497. "Christmas Day in the Morning" - 498. "The Roving Gambler" - 499. "Man of Constant Sorrow" - 500. "Pearl Bryant", "Jealous Lover", "The Berkshire Tragedy", "Philadelphia lawyer" (Laws F1A, Laws F1B, Laws F1C) | - 501. "Skin and Bones" - 502. "London Bridge Is Falling Down" - 503. "Miller of Dee" - 504. Ingen uppgift - 505. "Wicked Polly" - 506. "Whistle O'er the Lave O't", "The Kneeband", "My Mother Sent Me for Some Water" - 507. Ingen uppgift - 508. Ingen uppgift - 509. "The Nut Girl", "A-Nutting We Will Go" - 510. "Butter and Cheese and All" - 511. "Jack the Jolly Tar", "Pull the String" - 512. "Colin and Phoebe" - 513. "Poor Old Horse" - 514. "The Holly and the Ivy", "Sans Day Carol" - 515. "The Massacre at Glencoe", "The Pride of Glencoe", "MacDonald", "Donald's Return to Glencoe" - 516. "With my Navvy Boots On", "Bold English Navvy" - 517. "Airlin's Fine Braes," "Cairse of Brindese/Pomaise" - 518. "The Rambling Sailor" - 519. "Van Diemen's Land", "The Poacher's/Smuggler's Song" - 520. "The Kerry Recruit" (Laws J8) - 521. "Donald Munro," "Two Sons of North Britain" - 522. "The Death of Nelson" - 523. "The Wreck of the Ramillies" - 524. "Ye Gentlemen of England" - 525. "The Desolate Widow," "Isle of Man Shore," "Quays of Belfast" - 526. "Charles Dickson", "Sally Monroe" - 527. "Farewell, Dearest Nancy" - 528. "The Bold Princess Royal" (Laws K29) - 529. "Kelly the Pirate" - 530. "The Tarry Sailor" - 531. "The Saucy Sailor Boy" (Laws K38) - 532. Ingen uppgift - 533. "Whiskey in the Jar" - 534. "Patrick Fleming", "Lovell the Robber" - 535. Ingen uppgift - 536. "William and Harriet" - 537. "Willie Reilly (And (His) (Dear) Colleen Bawn)" - 538. "The Trial of Willy Reilly" - 539. "Her Servant Man" - 540. "The Squire's Young Daughter" - 541. "The Braes o' Balquither" (inspiration for "Wild Mountain Thyme"/"Will You Go Lassie, Go") - 542. "Yonder Stands a Lovely Creature", "The Roving Sailor", "Ripest Apples", "Spanish Lady" - 543. Ingen uppgift - 544. "Farmyard Song", "I Love My Little Rooster", "The Thrashing Machine" - 545. "The Bonnie Lass o' Fyvie" ("Peggy-O") - 546. "Georgie Barnwell" - 547. Ingen uppgift - 548. "The Rich Merchant's Daughter", "Flower of London - 549. "The Red River Shore" (Laws M26) - 550. "The Paisley Officer" - 551. "Lisbon", "William and Nancy/Polly" - 552. "The Silk Merchant's Daughter", "The Miser", "New York Streets" - 553. "Caroline and her Sailor Bold" (Laws N17) - 554. "The Prince of Morocco", "The Young Prince of Spain" - 555. "Kate and Her Horns", "The Clothier" - 556. "Love In a Tub," "The Old Miser Outwitted" - 557. "Johnny German" - 558. "Foggy Dew" (Laws O3) - 559. "Blackberry Fold" - 560. "William and Susan", "Black-eyed Susan" - 561. "Poor Mary in the Silvery Tide" - 562. "The Maid of the Sweet Brown Knowe" - 563. "Rambling Beauty", "The Widow's Daughter" - 564. "Blackwater Side" (Laws P18) - 565. "Bonny Irish Boy" - 566. "Barren Down Brae" - 567. "All Around My Hat", "The Nobleman's Wedding", "Another Man's Wedding" (Laws P31) - 568. "I Am a Sailor by My Right" - 569. "The Old Oak Tree" - 570. "The Boatsman and the Chest/Tailor" - 571. "Lather and Shave" - 572. "The Turkey Factor," "The Factor's Garland" - 573. "Paper of Pins", "Blue Muslin", "The Marriage Song", "The Silver Pin" - 574. "Sucking Pig", "The Parson and the Pig" - 575. "Jan's Courtship", "Poor Bob", "Roger's Courtship" - 576. "Searching for Lambs" - 577. "Little Boney", "Boney's Total Defeat and Wellington's Victory" - 578. "The Maid in Bedlam", "The Loyal Lover" - 579. "I Shall Be Married Next Monday Morning" - 580. "Hare Hunting Song" - 581. "Jenny of the Moor" - 582. "The Tardy Wooer", "Gallant and Gay" - 583. "Cold Winter Is Past" - 584. "Dido and Spandigo", "Dido Bendigo", "The Duke's Hunt" - 585. "In Bibberley Town", "The Beverly Maid" - 586. "Banks of Sweet Primroses" - 587. "The Americans Have Stolen my True Love Away", "American King", "The Young Rival" - 588. "The Rifle Boys", "Success to the Blues" - 589. "Little Bingo" - 590. "Roger of the Vale" - 591. "Once More A-lumb'ring Go" - 592. "Lovely Joan" - 593. "Farewell Lads and Lasses" ("I live not where I love") - 594. "Queen of the May" - 595. "The Knight's Dream", "The Labouring Man's Daughter", "Cornish Young Man" - 596. "Farewell to Kingsbridge", "North Amerikay" - 597. "Sussex Carol" (On Christmas Night All Christians Sing) - 598. "Ratcliffe Highway" - 599. "Spurn Point", "The Wreck of the Industry" - 600. "Hills Of Caledonia", "Jamie/John Raeburn" |

| - 601. "The Sailor's Misfortune and Happy Marriage", "The Lady of Riches", "The Press Gang", "The Lady and the Sailor" - 602. "Our Captain Calls", "The Distressed Maid" - 603. "Banks of the Roses" - 604. "Welcome Sailor", "The Nightingale" - 605. "Through Moorfields" - 606. "The Brisk and Bonny Lad" - 607. "Through the Groves" - 608. "Cottage Near a Wood" - 609. "The Death of Bill Brown" - 610. "The Rippon Sword Dancers' Song", "Pace Egging Song" - 611. "Jack Donahoe" - 612. "Sidney Allen" - 613. "Boston Harbour" - 614. "Pace Egging Song" - 615. "He That Will Not Merry Be" - 616. "Heave Away", "We're All Bound to Go" - 617. "The Ages of Man" - 618. "Smuggler's Boy" - 619. "Honest Ploughman" - 620. "Poor Black Bess" - 621. "Turpin Hero" - 622. "Bloody Waterloo" - 623. "Andrew Rose", "Andrew Ross" - 624. "General Wolfe" - 625. "The Yankee Man-of-War", "The Stately Southerner" - 626. "Constitution and Guerrierre" - 627. "Young Edward", "The Battle of Mill Springs" - 628. "The Dying Ranger" - 629. "Two Soldiers", "The Fierce Last Charge", "The Battle of Gettysburg" - 630. "The Merrimac", "The Cumberland and the Merrimac" - 631. "The Dying Cowboy", "The Lone Prairie" - 632. "Billy Venero" - 633. "The Lonely Cowboy", "Cowboy's Home Sweet Home" - 634. "The Hills of Mexico" (On the Trail of the Buffalo) - 635. "My Heart's Tonight in Texas" - 636. "Jimmy Judge" - 637. "Johnny Doyle", "Johnny Stiles" - 638. "Jim Whalen" - 639. "Harry Dunn" - 640. "Michigan-i-o", "Canaday-i-o", "The Jolly Lumberman" - 641. "The Backwoodsman" - 642. "Jack Haggerty" - 643. "The Rock Island Line" - 644. "Go to Sea Once More" - 645. "The Bigler's Crew" - 646. "Charles Augustus Anderson", "The Saladin Mutiny" - 647. "Bound Down to Newfoundland", "The Schooner Mary Ann" - 648. "The Gallant Brigantine" - 649. "The Maid of Amsterdam" - 650. "Johnny Come Down to Hilo" - 651. "Whiskey Johnny" - 652. "Haul on the Bowline" - 653. "Mainsail Haul" - 654. "Still I Love Him", "The Black Shawl", "Do You Love an Apple?", "I'll Go With Him Wherever He Goes" - 655. "Death is a Melancholy Call", "Tribulation", "Awful Awful Awful" - 656. "The Little Family", "Bethany" - 657. "Amanda", "Her White Bosom Bare", "The White Captive" (Laws H15) - 658. "Burglar Man" (Laws H23) - 659. "The Widow's Daughter" (Laws H25) - 660. "Pleasant and Delightful" - 661. "Peggy Band" - 662. "The Press Gang", "Man of War" - 663. "Fountain of Christ's Blood" - 664. "The Bonny Bunch of Roses (Laws J5) - 665. "The Birmingham Boys" - 666. "Widdliecombe Fair", "Monaghan Fair" - 667. "Shanty Boys in the Pine", "Jim Lockwood" - 668. "Peter Emberly" (Laws C27) - 669. "River in the Pines" (Laws dC33) - 670. "Trenton Town", "The Shanty Boy" - 671. "The Journeyman Tailor", "The Jolly Stage Driver" (Laws O13) - 672. "One Night As I Lay On My Bed" - 673. "Bold Manning" (Laws D15) - 674. "Katie Mora" (Laws N24) - 675. "The Merchant's Daughter", "Constant Farmer's Son" (Laws M33) - 676. "Dennis O'Reilly" - 677. "Wild Colonial Boy" (Laws L20) - 678. "Mrs. McGrath", "Mrs. McGraw", "My Son Ted", "My Son John", "The Sergeant and Mrs. McGrath" - 679. "The Eumerella Shore" - 680. "Grey Mare", "Roger the Miller" (Laws P8) - 681. "Lowlands" - 682. "The First Noel" - 683. "The North Country Collier" - 684. Ingen uppgift - 685. "The Girl I Left Behind Me", "Blyth Camps" - 686. "Oxen Ploughing" - 687. "Spanish Ladies" - 688. "The Streams of Lovely Nancy" - 689. "Wicklow Rangers", "The Girl I Left Behind Me" - 690. "The Dolphin", "Lord Exmouth", "The Warlike Seaman" - 691. "Bob Sims", "Logan County Jailhouse", "Sporting Cowboy" (Laws E17) - 692. "The Death of J.B. Marcum" (Laws E19) - 693. "Henry Green" (Laws F14) - 694. "Fuller and Warren" (Laws F16) - 695. "Ellen Flannery", "Floyd Frasier" (Laws F19) - 696. "Little Mary Phagan" (Laws F20) - 697. "Charlie Lawson", "The Lawson Murder" (Laws F35) - 698. "The Mines of Avondale" (Laws G6) - 699. "Ten Thousand Miles Away from Home", "Western Hobo" (Laws H2) - 700. "I Saw Three Ships", "The Sunny Bank" | - 701. "New Years Carol", "Awake Awake" - 702. "The Moon Shines Bright" - 703. "Blow Boys Blow" - 704. "One More Day" - 705. "Silver Jack" (Laws C24) - 706. "The Banks of Little Eau Plain", "Johnny Murphy" (Laws C2) - 707. "The Cumberland's Crew" (Laws A18) - 708. "Gay Spanish Maid" (Laws K16) - 709. "The White Cockade" - 710. "Away to California", "The Wisconsin Emigrant" (Laws B25) - 711. "Silver Dagger" - 712. "Wreck of the Six Wheeler", "Jay Gould's Daughter" (Laws I16/ Laws dl25) - 713. Mary's Dream (Laws K20) - 714. "Mantle of Green" (Laws N38) - 715. "Beaver Creek" - 716. "The Quaker's Courtship" - 717. Ingen uppgift - 718. Ingen uppgift - 719. "The Old Maid's Song" - 720. Ingen uppgift - 721. "Drunkard's Hell" - 722. "Husband's Dream" - 723. "The Drunkard's Lone Child" - 724. "For Seven Long Years I've Been Married" - 725. "Little Brown Jug" - 726. Ingen uppgift - 727. "When I Die", "Grease My Heels" - 728. "Old Adam", "When Adam was first created" - 729. "Charlie", "Weevily Wheat", "O'er the Water to Charlie" - 730. "Three Dukes", "The Dilsey Dolsey Officer" - 731. "Jenny Jenkins" - 732. Ingen uppgift - 733. "The Jolly Miller" - 734. "In and Out the Window", "Round and Round the Village" - 735. "Pretty Little Pink", "Green Coffee" - 736. "Little Fight in Mexico" - 737. Ingen uppgift - 738. "Buffalo Gals" - 739. "Sally Goodin" - 740. "I Love Coffee" - 741. "Uncle Joe Cut off His Toe" - 742. "The Grand Old Duke of York" - 743. Ingen uppgift - 744. Ingen uppgift - 745. "Old McDonald Had a Farm", "The Farmyard", "The Merry Green Fields (of the Lowland)" - 746. "The Old Woman and her Pig", "Little Betty Pringle" - 747. "The Woodpecker", "Bird Song" - 748. "Jaybird Died with the Whooping Cough" - 749. Ingen uppgift - 750. "I Had a Little Sweetheart" - 751. "The Old Gray Mare" - 752. "The Jackfish", "Fish on a Hook" - 753. "Bob Ridley'" - 754. "Sourwood Mountain" - 755. Ingen uppgift - 756. "Red River Valley" - 757. "Wildwood Flower" - 758. Ingen uppgift - 759. "Gum Tree Canoe" - 760. "See the Train go Round the Bend", "Goodbye My Lover Goodbye", "I Saw the Ship Go Round the Bend" - 761. "Someone's Tall and Handsome" - 762. "Bonnie Blue Eyes" - 763. "I Love Little Willie" - 764. "Old Grimes" - 765. "Twenty Years Ago" - 766. "History of the World", "Walk in the Parlor" - 767. "Meet Me By Moonlight" - 768. "May I Sleep in Your Barn Tonight Mister" - 769. "The Red White and Red" (Laws dA36) - 770. "Bluebird" - 771. "John Brown's Body" - 772. "Sweet Sunny South" - 773. "The Drummer Boy of Shiloh" (Laws A15) - 774. "The Titanic" - 775. "The Ship that Never Returned" (Laws D27) - 776. "Aunt Sal's Song", "The Bashful Courtship" - 777. "Wreck of the Old 97" - 778. "Kingdom Coming", "The Year of Jubilo" - 779. "Battleship of Maine" - 780. "Little Sadie" - 781. "Little Marian Parker" (Laws F33) - 782. "Give to My Love Nell", "Jack and Joe" - 783. Frankie Silver (Laws E13) - 784. "Charlie Brook" - 785. "Dublin Bay" - 786. "Young Companions", "Bad Company" (Laws E15) - 787. "White House Blues", "Unlucky Road to Washington" - 788. "Farewell Dear Roseanna" (Laws M30) - 789. "I'm Going Back to North Carolina" - 790. "John Henry" (Laws I1) - 793. "The Poacher's Fate", "The Gallant Poacher", "Come All You Lads of High Renown". - 794. "The Bonnie House of Airlie" (Child 199) - 795. "The Boyne Water" - 796. "The Ranger", "Three Huntsmen", "Tom Reynard" - 797. "Old Roger" - 798. "Major Andre's Death", "John Paulan", (Laws A2) - 799. "The Government Claim", "Starving to Death on a Government Claim", "The Lane County Bachelor", "Greer County" - 800. "Bright Sunny South" (Laws A23) |

| - 801. Ingen uppgift - 802. "Tinker, Tailor" - 803. "Farewell, He" - 804. Ingen uppgift - 805. Ingen uppgift - 806. "Bob of Dumblane" - 807. "The Ship in Distress" - 808. "Christmas Drawing Near at Hand" - 809. "Haul Away Joe", "Haul Away for Rosie" - 810. "Clear the Track", "Let the Bullgine Run" - 811. "The Valiant Sailor", "The Sailor's Wish" - 812. "Rosebuds in June" - 813. "Fire Down Below" - 814. "So Handy" - 815. "The Angel Gabriel", "Lazerus" - 816. "The Blacksmith" - 817. "Sweet Moll" - 818. "Three Lovely Lasses in Bannion" - 819. "Bonnet So Blue" - 820. "Burns and Highland Mary" (Laws O34) - 821. "What Are Little Boys Made Of?" - 822. "Durant Jail" - 823. "The Good Old Rebel" - 824. "Lonesome Road" - 825. "Liza Jane" - 826. "What'll I Do with the Baby-o", "Georgie" - 827. "Git Along, Little Dogies" - 828. "The Chapter of Cheats", "Every Man is a Rogue" - 829. "Rakish Young Fellow" - 830. "The Heights of Alma" (Laws J10) - 831. "The Bunch of Rushes" - 832. "Oh No No", "Bonny Glenshee" - 833. "The Mower" - 834. "The Blind Sailors" (Laws K5) - 835. "Captain James", "The Captain's Apprentice" - 836. "Cindy" - 837. "The Cobbler" - 838. "The Dreary Life" (Laws B16) - 839. "Come Home Father" - 840. Ingen uppgift - 841. Ingen uppgift - 842. "I am a Driver" - 843. "Come All Ye Lonely Lovers" - 844. "The Coal Creek Explosion", "Shut Up In the Mines of Cold Creek" (Laws G9) - 845. "Johnnie My Man" - 846. "Slighted Nansy", "Nobody Coming to Marry Me" - 847. "Joe Muggins" - 848. "What's the Life of a Man?" - 849. "Bewick and Graham" (Child 211) - 850. "My Father Kept a Horse" - 851. "You Subjects of England" - 852. "Mandi Went to Puv the Grai", "All Through Me Rakli" - 853. "The King and the Forester", "King William and the Keeper" - 854. "Sweet Blooming Lavender", "Lavender Cry" - 855. "Joy After Sorrow", "Raking the Hay" - 856. "Death of Black Bess" - 857. "Ca' the Ewes to the Knowes", "The Ewe Lamb" - 858. "I Wonder What's Keeping My True Love Tonight", "I'm Sorry", "The Rue and Thyme", "Green Grass it Grows Bonny" - 859. Ingen uppgift - 860. "Sheffield Park" - 861. "She Moved Through the Fair" - 862. "The Jolly Driver" - 863. "The Jolly Tinker" - 864. "The Laird of the Dainty Doonby" - 865. "Baffled Knight" - 866. "The Overgate" - 867. "The Brewer Laddie" - 868. "Countryman's Ramble in Cheapside", "Up to the Rigs" - 869. "Dashing Away with the Smoothing Iron" - 870. "My Husband's Got No Courage In Him" - 871. Ingen uppgift - 872. "Dick Darby the Cobbler" - 873. "The Husbandman and the Servingman" - 874. "The Threshing Song" - 875. "The Oyster Girl" - 876. "Hard, Hard Times" - 877. "Six Jolly Miners" - 878. "The Echoing Horn" - 879. "The Industrious Farmer", "The Sheepsheering Song" - 880. "Fathom the Bowl" - 881. "Campbell the Driver", "Three English Blades" - 882. "Drink Old England Dry", "Cannons" - 883. "Nancy Whisky" - 884. "Card Playing Song" - 885. "To Be a Good Companion", "The Sussex Toast" - 886. "The Wonderful Crocodile" - 887. "The Farmyard Song" - 888. "The Buchan Miller" - 889. "Banks of the Bann" - 890. "Maxwell's Doom", "Ewing Brooks" (Laws E12) - 891. "The Carrion Crow" - 892. "The Merchant's Daughter of Bristol" - 893. "Old Erin Far Away", "The Dying Soldier" (Laws J7) - 894. "The Maid and Wife" - 895. "The Lass's Wardrobe" - 896. "The Gallows" (LawsL11) - 898. "The Parcel from a Lady" - 897. "The Folkestone Murder" - 899. "Underneath Her Apron", "Gathering Rushes in the Month of May" - 900. "Little Beggarman" | - 901. "The Lost Lady Found" (Laws Q31) - 902. "Shooting Goshen's Cocks Up", "The Poaching Song", "Row-Dow-Dow" - 903. "The Prentice Boy" (Laws M12) - 904. "High Germany" - 905. "Little Boy Billee" - 906. "Bonnie Moon" - 907. "The Old Soldier", "A New Ballad of the Souldier and Peggy" (Laws P13) - 908. Ingen uppgift - 909. Ingen uppgift - 910. "Besom Maker" - 911. "Siúil A Rún" - 912. "Fisherman's Boy" (Laws Q29) - 913. "Jolly Roving Tar" (Laws O27) - 914. "London Town" - 915. "Old Paint" - 916. "Lovely Jimmy", "In Bristol There Lived a Fair Lady" - 917. "The Watchet Sailor" (Laws P4) - 918. "Monkey Turned Barber" (Laws Q14) - 919. "Jack Tar on Shore" (Laws K39) - 920. "Johnny Galocher" - 921. "The Collier Lad" - 922. "Lawyer Lee", "The Lawyer Bold" - 923. "Paddy Haggerty's Breeches" - 924. "The Flash Frigate" (Laws D13) - 925. "On Board the Kangaroo" - 926. "A Hundred Years Ago" - 927. "Homeward Bound" - 928. "Liverpool Judies" - 929. "Ballytrapeen", "Swansea Gals" - 930. "He Back She Back" - 931. "Shuile Agra", "Blood Red Roses" - 932. "Heave Away Cheerily" - 933. "Robin Hood and the Ranger" (Child 131) - 934. "Bucking Bronco" (Laws B15) - 935. "Grat for Gruel" - 936. "The Nativity", "Sherburne" - 937. "Jone O'Grinfield" - 938. "A Bucket of Mountain Dew" - 939. "Robin Tamson's Dochter" (Laws O12) - 940. "Sad Condition", "Old Jim Lane" - 941. "Rye Whiskey", "I'll Eat When I'm Hungry" - 942. "Cotton-Eyed Joe" - 943. "Birmingham Jail" - 944. "The Barley Mow" - 945. "Young Willie", "Valentine's Day" - 946. "Going to Chelsea" - 947. "The Sea Captain" (Laws Q12) - 948. "Fair Floro", "The Unkind Shepherdess" - 949. "The Storm" - 950. "Banks of the Nile" (Laws N9) - 951. "Captain Mansfield's Fight with the Turks at Sea", "The Twenty Fourth of February", "The Good Luck Ship" - 952. "Single Life", "The Lady of Greenwich", "Jolly Sailor" - 953. "Willie Graham" - 954. "The Wandering Girl" - 955. "Young Barnwell" - 956. "The Spotted Cow" - 957. "Flora the Lily of the West" (Laws P29) - 958. "The Drums They Play for War" (Laws N9) - 959. "The Sailor and the Shepherdess", "The Sailor's Courtship" (Laws O8) - 960. "Waterloo" (Laws N32) - 961. "Brave Wolfe" - 962. "Pretty Susan the Pride of Kildare" (Laws P6) - 963. "Battle of Shannon and Chesapeake" (Laws J22) - 964. "County Gaol" - 965. "Timothy", "As I Was a Walking", "The Fair Maid" - 966. "Go From My Window" - 967. "Paul Jones" (Laws A4) - 968. "Bedlam City", "Do You See Billy Coming" - 969. "Limbo", "The Prodigal Son" - 970. "The Whaler's Song", "Greenland" - 971. "The Stonecutter Boy/The Bricklayer's Dream", "The Brickster" - 972. "Starry Night for a Ramble" - 973. "The Foggy Dew" - 974. "Plaster", "Sheep's Skin and Beeswax" - 975. "Jack Stewart", "Man You Don't Meet Every Day" - 976. Ingen uppgift - 977. "Willie the Weeper" - 978. "Kenny Wagner" (Laws E7) - 980. "The Fourteenth of July" (Laws J19) - 981. "Naomi Wise" (Laws F31) - 982. "Bold Belfast Shoemaker" (Laws J15) - 983. "Patrick Shean" (Laws J11) - 984. "The Bold Pirate" (Laws K30) - 985. "Rigs O' Rye" (Laws O11) - 986. "Cupid the Pretty Plowboy" (Laws O7) - 987. "Green Mossy Banks" (Laws O15) - 988. "The Slighted Soldier" (Laws O16) - 989. "Bonnie Wee Widow" (Laws O18) - 990. "A Man in Love He Feels No Cold" (Laws O20) - 991. "The Most Unconstant of Young Men", "Nancy's Courtship", "True Lovers' Discussion" (Laws O22) - 992. "Kate Avourneen", "Barney and Kate" (Laws O21) - 993. "The Constant Lovers", "The Sailor and the Farmer's Daughter" (Laws O41) - 994. "Lady and the Farmer's Son" (Laws O40) - 995. "The Lovely Banks of the Boyne" (Laws P22) - 996. "All On Account of a Bold Lover Gay" (Laws P23) - 997. "The Perjured Maid", "A Gentleman of Exeter", "A Ring of Gold They Broke in Two" (Laws P32) - 998. "Susannah Clargy" (Laws P33) - 999. "Dobbin's Flowery Vale" (Laws O29) - 1000. "The Bold Privateer" (O32) |

| - 1001. "Fair Fanny Moore" (Laws O38) - 1002. "Jenny Dear" (Laws P11) - 1003. "As I Walked Out One May Morning", "A Day Too Young" (Laws P19) - 1004. "Battle of the Ladle" (Laws Q7) - 1005. "Major's Britches", "The Miller and the Major" (Laws Q10) - 1006. "The Old Dyer", "The Dog in the Closet" (Laws Q11) - 1007. "Courting in the Kitchen" (Laws Q16) - 1008. "Pat Malone Forgot He Was Dead", "The Irish Wake" (Laws Q18) - 1009. "Finnegan's Wake" - 1010. "Doran's Ass" (Laws Q19) - 1011. "Our Ship She Lays in Harbour" - 1012. "Creeping Jane" (Laws Q23) - 1013. "Father Tom O'Neale" (Laws Q25) - 1014. "The High Blantyre Explosion" - 1015. "The Miner's Doom" (Laws Q36) - 1016. "The London Prentice" (Laws Q38) - 1017. "Devilish Mary" (Laws Q4) - 1018. "The Lamentation for Willie Lenox", "The Building of Solomon's Temple" (Laws Q39) - 1019. "The North Star", "The Merchant's Son and the Parson's Daughter" (Laws M21) - 1020. "Gragal Machree" (Laws M23) - 1021. "The Tan-yard Side" (Laws M28) - 1022. "The Plymouth Tragedy" (Laws M29) - 1023. Ingen uppgift - 1024. "Barley Rakings" - 1025. "Blow Away Ye Morning Breezes" - 1026. "Te Buffalo" - 1027. "Bushes and Briers" - 1028. "Catch Me If You Can" - 1029. "Dame Durden", "Come All You Lads and Lasses" - 1030. "The Croppy Boy" (Laws J14) - 1031. "Death and the Lady" - 1032. "The Death of Parker" - 1033. "Dicky the Miller" - 1034. "Let Him Go Let Him Tarry", "Fare Thee Well Cold Winter" - 1035. "Fare Thee Well My Dearest Dear" - 1036. "Four and Twenty Dollars" - 1037. "The Jolly Huntsman's Call" - 1038. "Gosport Beach" - 1039. "Gossip Joan" - 1040. "Green Bushes" (Laws P2) - 1041. "Hunting the Hare" - 1042. "I am a Brisk Young Sailor" - 1043. "I am a Coachman", "Jack of All Trades" - 1044. "Nottamun Town" - 1045. "The London Rover" - 1046. "Holmfirth Anthem", "Pratty Flowers", "Through the Groves", "Abroad for Pleasure" - 1047. "Jenny Jones" - 1048. "Jolly Old Hawk" - 1049. "Love is Pleasing" - 1050. "Matthew the Miller", "My Tipper-to-billy-go-lario" - 1051. "May and December" - 1052. "The Molecatcher" - 1053. Ingen uppgift - 1054. "New Garden Fields" - 1055. "The Shepherd's Wife", "Shepherd, O Shepherd" - 1056. "Faithful Lovers" - 1057. "Old Mother Crawley" - 1058. "Bristol Town" - 1059. "I Must Live All Alone", "As I was A-Walking" - 1060. "The Farmer's Daughter and the Gay Ploughboy" - 1061. "Wealthy Farmer's Son" - 1062. "Belfast Mountains" - 1063. "The Lady and the Farmer" - 1064. "Poor Murdered Woman" - 1065. "The Hampshire Mummers' Christmas Carol", "God Sent for Us the Sunday" - 1066. "The Mummers' Carol", "God Bless the Master" - 1067. "Jovial Ranger" - 1068. "Yarmouth is a Pretty Town" - 1069. "Oh Dickey, Oh Dickey" - 1070. "The Virgin's Wreath" - 1071. "Little Miss Nancy" - 1072. "The Hawthorn Bush" - 1073. "Turkey Rhubarb" - 1074. "The Maid's Lament" - 1075. "The Wheel of Fortune" - 1076. "Tartar Drum", "Follow the Drum" - 1077. "Gaol Song" - 1078. "On Christmas Day It Happened So" - 1079. "The Cruise of the Calabar" - 1080. "Joe the Carrier Lad", "Jim the Carter's Lad" - 1081. "The American Stranger" - 1082. "Bold Nevison the Highwayman" - 1083. "Brigg Fair" - 1084. "Free and Easy" - 1085. "Gown of Green" - 1086. "Howden Fair" - 1087. "Jolly Sailor" - 1088. "The Jolly Waggoner" - 1089. "Bill Scrimshaw the Scotsman", "The Lincolnshire Wrestler", "The Wrestling Match" - 1090. "The Spinning Wheel" - 1091. Ingen uppgift - 1092. "Come All Ye Bold Countrymen" - 1093. "The Nightingale" - 1094. "The Grey Goose and Gander" - 1095. "Highland Mary" - 1096. "Braes of Strathblane" - 1097. "The Banks of Clyde", "Rother Glen" - 1098. "Mammy's Pet" - 1099. "Maggie's Smile" - 1100. Ingen uppgift | - 1101. "Glowerowerem", "Bonny Balcairn" - 1102. "Johnny Todd", "Dig for Silver", "Johnnie Johnston" - 1103. "Captain Death" - 1104. "Outward Bound" - 1105. "Just As the Tide Was Flowing" - 1106. "The Plains of Waterloo" (Laws J3) - 1107. "Spence Broughton" - 1108. "Awful Execution of John Bird Bell" - 1109. "The Flyingdale Fox Hunt" - 1110. "White Hare" - 1111. "The Roving Heckler Lad" - 1112. "The Rover" - 1113. "Down in the Village", "Shepherd Boy" - 1114. "Down by the Derwent Side" - 1115. "Spencer the Rover" - 1116. "I Love Sixpence" - 1117. "With Henry Hunt We'll Go" - 1118. "The Foggy Dew" - 1119. Ingen uppgift - 1120. "Stolen Child" - 1121. "Remember the Poor" - 1122. "Christ was Born in Bethlehem", "Down Came an Angel" - 1123. "Clean Pea Straw", "The Best Bed's a Featherbed" - 1124. Ingen uppgift - 1125. "Sally's Love for a Young Man", "The Jaunting Car" - 1126. "Chainmaker Lad" - 1127. "He's Only a Chimney Sweeper" - 1128. "The Miller and the Lass" - 1129. "Jolly Joe the Collier's Son" - 1130. "Poll and Nancy Hogan" - 1131. "The Dudley Boys" - 1132. "The Battle of Waterloo" - 1133. "When You Get Up in the Morning" - 1134. "Stop that Clock" - 1135. "Early in the Morning" - 1136. "The Old Miner" - 1137. "No Irish Need Apply" - 1138. Ingen uppgift - 1139. "Rakish Young Fellow" - 1140. "The Fox and the Hare" - 1141. Ingen uppgift - 1142. "Valentine Chant" - 1143. "Mowing Match Song" - 1144. "Lace Tell" - 1145. "The Magpie" - 1146. "The Gallant Hussar" - 1147. "Jerusalem Cuckoo" - 1148. "McCafferty" - 1149. "When Frost is on the Pumpkin" - 1150. Ingen uppgift - 1151. "Unfortunate Shepherdess" - 1152. "Father's Advice" - 1153. "Kiss Me Quick" - 1154. "Parson and the Clerk" - 1155. "Lincolnshire Wedding Song", "The Wedding Song" - 1156. "Labouring Man" - 1157. "The Sons of Albion" - 1158. "Rochester Lass" - 1159. "Rejoice the Promis'd Savior's Come", "First Carol" - 1160. Ingen uppgift - 1161. "Reilly's Daughter", "The One-eyed Riley" - 1162. "The Bonny Labouring Boy" - 1163. "The Egloshayle Ringers" - 1164. "Old King Cole" - 1165. "The Drunkard" - 1166. "General Munroe" - 1167. "Come All Ye Brisk Young Bachelors" - 1168. "The Cabin Boy", "The Rich Lady Gay" - 1169. Ingen uppgift - 1170. "The Trees are All Bare", "Christmas Song" - 1171. "'Twas in the Year of 1835" - 1172. "We'll Go A-Hunting Today" - 1173. "The Wild Rover" - 1174. "The Wreck of the Northfleet", "Father Put Me in the Boat" - 1175. "Good Morning, Pretty Maid" - 1176. Ingen uppgift - 1177. "Hunting Song" - 1178. "The Old Farmer" - 1179. "Freemasons' Song" - 1180. "Four Seasons of the Year" - 1181. "The Sportsman's Game", "Somersetshire Hunting Song" - 1182. "The Fox Chase" - 1183. "The Barbel" - 1184. "Nothing at All" - 1185. "Bonny Light Horseman" - 1186. "Jolly Young Waterman" - 1187. "Britons Strike Home" - 1188. "Polka Mad" - 1189. "Grand Conversation on Napoleon" - 1190. "The Churchwarden's Song" - 1191. "Ye Mariners All", "A Jug of This" - 1192. "Rosin the Bow", "Old Rosin the Beau" - 1193. "The New-Mown Hay" - 1194. "Old Bedstead" - 1195. "Grandmother's Chair" - 1196. "The Body-Snatcher's Trade" - 1197. "A Poor Lonely Widow" - 1198. "The Modest Maid" - 1199. "Blow the Winds I-o" - 1200. "The Female Smuggler" |

| - 1201. Ingen uppgift - 1202. "Rose in June" - 1203. Ingen uppgift - 1204. "Winchester Gaol" - 1205. "The Brisk Young Ploughboy", "The Brave Ploughboy" - 1206. "Hard Times of Old England" - 1207. "Shepherds Arise" - 1208. "The Shepherd's Song" - 1209. "Dame Durden" - 1210. "Now All You Lads" - 1211. Ingen uppgift - 1212. "Rumpsy Bumpsy" - 1213. "Charming Molly" - 1214. "Come All You Bold Britons" - 1215. "The Shepherd Adonis" - 1216. "Sportsmen Arouse", "Innocent Hare" - 1217. "Sweep Chimney Sweep" - 1218. "The Rose of Allandale" (Charles Jefferys, Sidney Nelson) - 1219. "Suit of Corduroy" - 1220. "Thousands or More" - 1221. "The Battle of Alma" - 1222. "Softly the Night" - 1223. "British Soldier's Grave" - 1224. "Essex Hawkey Encore", "Jolly Good Song" - 1225. "Corydon and Phillis" - 1226. "The Shearer's Song" - 1227. "A-Begging Buttermilk", "To Curb Rising Thoughts" - 1228. "Good Company" - 1229. "Music and Wine" - 1230. "How Happy is the Man" - 1231. "How I Could Ride", "Dumy Dum Darie" - 1232. "Here's a Health to King George" - 1233. "Now So Merry We Have Met" - 1234. "Come Landlord Fill the Flowing Bowl - 1235. "Here's a Health to All Good Lasses" - 1236. "Come You Friends of a Social Life" - 1237. "The Bonny Christ Church Bells", "Hark the Bonny" - 1238. "Come My Lads" - 1239. "John Peel" - 1240. "Old Towler" - 1241. "Chivvy Chivvy O" - 1242. "Tally I-o In the Morning" - 1243. "Hark Hark Away to the Downs" - 1244. "The Gipsies' Glee", "What a Merry Life We Gipsies Lead" - 1245. "Days When We Went a Gypsying" - 1246. "The Lass of Richmond Hill" - 1247. "Garland of Love" - 1248. "Old Simon" - 1249. "Three Jolly Bachelors" - 1250. "Fairlop Fair" - 1251. "Ere Round the Huge Oak" - 1252. "The Social Fellows" - 1253. "Push About the Pitcher" - 1254. "The Rich and the Poor" - 1255. "Toast" - 1256. Ingen uppgift - 1257. "The Pretty Chambermaid" - 1258. Ingen uppgift - 1259. "Gipsy King" - 1260. "Off to Flanders", "The Coward" - 1261. "The Cluster of Nuts" - 1262. "In Former Times" - 1263. "My Old Wife" - 1264. "The Sowers' Song" - 1265. "A-Courting I Went", "Nothing Else to Do" - 1266. "The Fatal Ramifies" - 1267. Ingen uppgift - 1268. "Eynsham Poaching Song", "Southrop Poaching Song", "The Three Poachers" - 1269. "Ground For the Floor" - 1270. "My Cottage Well Thatched with Straw" - 1271. "Village Fair" - 1272. "The Shepherd and the Maiden" - 1273. "Dainty Davy in the Hog Tub", "Pig's Meat Courtship", "It's Once I Courted", "Swim for Love in the Hog-Tub", "She Bundled Me Into the Hog Tub" - 1274. "Blue Tail Fly" - 1275. "The Recruiting Sargeant" - 1276. "The Maid of the Mill" - 1277. "The Weaver's Daughter" - 1278. Ingen uppgift - 1279. "O Dear What Can the Matter Be", "Bunch of Blue Ribbons" - 1280. "We'll Sit Upon the Gate" - 1281. "Brave Old Oak" - 1282. "All Around the Room" - 1283. "All Among the Barley" (Elizabeth Stirling) - 1284. "The Snail" - 1285. "Bonnie Hodge" - 1286. "Captain Grant" - 1287. "Long Tail Blue" - 1288. "Betsy Baker" - 1289. "There Was a Little Man" - 1290. "Three Flies" - 1291. "The Football Match" - 1292. "John Appleby" - 1293. "I'm His Only Daughter" - 1294. "Harvest Home" - 1295. "What Can a Young Lassie" - 1296. "The Pigeon" - 1297. "The Wee Wifie", "The Old Woman Tossed Up in a Blanket" - 1298. "From the Brow of the Hill" - 1299. "Hark the Rock", "Cease Ye Stormy Winds to Blow", "The Wanderer" - 1300. "Needlecases" | - 1301. "Love Farewell", "The Harvest Shearin'", "John and Molly Lay A-Musing" - 1302. "Soldier Boy for Me", "The Railroader" - 1303. "Bold Robin Hood" - 1304. "The Beggar Girl" - 1305. "Generous Farmer" - 1306. "My Own Dear Home" - 1307. "Leather Bottle" - 1308. "The Down-Hill of Life", "Tomorrow" - 1309. "The Mailman and the Miller", "The Maltman and the Highwayman" - 1310. "The Old Woman Drinking her Tea" - 1311. "The Wooden Watch" - 1312. "Jarvis the Coachman('s Happy Deliverance from the Gibbet" - 1313. "The Cruel Gamekeeper", "The Staffordshire Tragedy" - 1314. "The Devil and the Hackney Coachman", "Tamarro" - 1315. "The Female Robber" - 1316. "Struggle for the Breeches" - 1317. "Preaching for Bacon" - 1318. "Two Wenches at Once" - 1319. "George Ridler's Oven" - 1320. "Life Let us Cherish" - 1321. "Dicky Milburn", "Little Dicky Whilburn" - 1322. "Robin Hood and Little John" (Child 125) - 1323. "The Saucy Light Dragoon" - 1324. "Follow Me (To the Greenwood Tree)" - 1325. "The Age of Man and Woman", "The Four Ages of Mankind", "An Ape Lion Fox and Ass" - 1326. "A Grasshopper and a Fly" - 1327. "The Cobbler's Bill" - 1328. "The Miser" - 1329. "Old Johnny Boker" - 1330. "When Moggy by the Fire Sat" - 1331. "Morris Fragment" - 1332. "Money Makes the Mare Go" - 1333. "'Twas You Sir" - 1334. "Poor Johnny's Dead" - 1335. "Chairs to Mend", "If I'd As Much Money", "Chair-Mender's Cry" - 1336. "Come Hither Tom" - 1337. "William and Jonathan" - 1338. "Old Simeon" - 1339. "Home to Dinner" - 1340. Ingen uppgift - 1341. "Fill the Foaming Horn up High" - 1342. "Well Rung Tom" - 1343. "Ill Fares the Family" - 1344. "Fill a Glass of Sherry" - 1345. "Slaves to the World" - 1346. "Hail Smiling Morn" - 1347. "Roundelay" - 1348. "Music and Love" - 1349. "Sweet Kitty" - 1350. "The Twa Magicians" (Child 44) - 1351. "The Bold Richard" - 1352. Ingen uppgift - 1353. "Now the Winter is Over", "The Ploughboy" - 1354. "Young William of the Royal Waggon Train" - 1355. "There Goes a Man (Just Gone Along)", "The Gaol Song" - 1356. Ingen uppgift - 1357. "Song of Want", "Truth Laid Open", "The Brewer without Any Barm" - 1358. Ingen uppgift - 1359. "Bobby Shafto" - 1360. "Joseph and his Wedded Wife" - 1361. "The Lord of Life" - 1362. "Over the Hills and the Mountains" - 1363. Ingen uppgift - 1364. "The Water of Tyne" - 1365. "Sally Gray" - 1366. "The Collier’s Rant" - 1367. "The Oak and the Ash" - 1368. "Green Gravel" - 1369. "There Was a Pig Went Out to Dig" - 1370. "The Cheshire Cheese", "The Cheshireman and the Spaniard" - 1371. "Ny Kirree Fo-sniaghtey" - 1372. "The Spider" - 1373. "Now Robin Lend Me Thy Bow" - 1374. "In Bethlehem City" - 1375. "The Reaphook and the Sickle" - 1376. "Turmot Hoer" - 1377. "Poor Mary (Sits A-Weeping)" - 1378. "A Virgin Most Pure" - 1379. "When Sheapshearing's Done", "Gloucester Feast Song" - 1380. "Oats Peas Beans and Barley Grow" - 1381. "Green Grass", "A Dis a Dis a Green Grass", - 1382. "The Dashing Lad from Buckingham" - 1383. "Venus and Adonis" - 1384. "Bob-Tailed Mare", "The Carter's Health" - 1385. "Sheep-Shearing Song" - 1386. "I'm A Man that's Done Wrong (By My Parents)", "The Cast Out" - 1387. "Adam and Eve" - 1388. "My Johnny Was a Shoemaker" - 1389. "Bobbing Around" - 1390. "The Frightened Husband", "Marco and Pedro" - 1391. "The Crystal Spring" - 1392. "Horse Racing Song" - 1393."Fanny Blair" - 1394. "We Poor Labouring Men" - 1395. "The Cuckoo" - 1396. "As Robin was Driving", "Bonny Robin" - 1397. Ingen uppgift - 1398. "The Servant Man" - 1399. "Mick Miles" - 1400. "The Country Carrier" |

| - 1401. "I Wish They'd Do It Now" - 1402. "The Beautiful Muff" - 1403. "No My Love Not I", "The Newfoundland Sailor" - 1404. "Little Ball of Yarn" - 1405. "Mr. Noah" - 1406. "Owd Johnny Walker" - 1407. "Are You the O'Reilly", "Man all Tattered and Torn" - 1408. "Rattle Mutton Pie", "Owd Sow T'" - 1409. "A Country Life for Me" - 1410. "Round the Lunatic Asylum" - 1411. "Little Blue Haired Boy" - 1412. "James MacDonald", "The Longford Murderer" - 1413. Ingen uppgift - 1414. "The False Young Man", "In London Town", "In Camden Town", "Floating Down the Tide" - 1415. "Banks of Inverary" - 1416. "The Lass of Swansea Town", "Swansea Barracks" - 1417. "Weddingmore", "Young Ellender" - 1418. "My Lagan Love" - 1419. "The Shamrock Shore", "Greencastle Shore" - 1420. "Slieve Gallion Braes" - 1421. "Derry so Fair" - 1422. "My Bonnie Lies over the Ocean" - 1423. "Betsy of Ballantown Brae" - 1424. "A Ship to Old England Came" - 1425. Ingen uppgift - 1426. "Old Brown's Daughter" - 1427. "Erin's Lovely Home" - 1428. "The Rolling Main" - 1429. "William and Phillis" - 1430. Ingen uppgift - 1431. "The Wounded Farmer's Son" - 1432. "The Pleasant Month of May" - 1433. "The Shepherd and his Fife" - 1434. "Master Kilby" - 1435. Ingen uppgift - 1436. "Henry and Nancy" - 1437. "Searching for Young Lambs", "As Johnny Walked Out" - 1438. "Down By a Riverside" - 1439. "Ruth Butcher" - 1440. "Household Remedies", "It's a Wonder I'm Alive to Tell This Tale" - 1441. "Grace Darling" - 1442. "Dark Arches" - 1443. "Balaclava" - 1444. "I'll Hang my Harp on a Willow Tree" - 1445. "True Lovers", "High Germany", "The King's Commands" - 1446. "The Carfindo" - 1447. "Fair Susan" - 1448. "Pretty Caroline" - 1449. "Lovely Nancy" - 1450. "Sailor from Sea" - 1451. "Boys of Kilkenny" - 1452. "Darling Boy" - 1453. "Shannon Side" - 1454. "Jack the Sailor" - 1455. "The Shamrock Shore" - 1456. "Three Pretty Maids" - 1457. "Tobacco" - 1458. "The Peeler and the Goat" - 1459. "I Designed to Say No (But Mistook and Said Yes)", "As I was A-Walking by Yon Shady Grove" - 1460. "Four Loom Weaver" - 1461. "On Board of a Ninety-Eight" - 1462. "Saucy Ploughboy" - 1463. "Poor Man's Wish" - 1464. "Bold Robber" - 1465. "Harry the Tailor" - 1466. Ingen uppgift - 1467. Ingen uppgift - 1468. "The Blacksmith" - 1469. "A Lincolnshire Shepherd" - 1470. "Come All You Valiant Shepherds" - 1471. Ingen uppgift - 1472. "Tarry Woo" - 1473. "The Rambling Comber" - 1474. "All in a Row" - 1475. "God Speed the Plough" - 1476. "The New-Fashioned Farmer" - 1477. "The Mare and the Foal" - 1478. "Down the Green Groves", "Jealousy", "Young Maria" - 1479. "At Seventeen Years of Age" - 1480. "Devil's In the Girl" - 1481. "O The Roast Beef of Old England" - 1482. "The Old Man's Advice" - 1483. "I've Lived in Service" - 1484. "Galstonbury Town", - 1485. "The Rest of the Day's Your Own" - 1486. "Gilderoy", "The Curragh of Kildare" - 1487. "Salisbury Plain" - 1488. "Lads of Virginia" - 1489. Ingen uppgift - 1490. "Crockery Ware" - 1491. "The Thrashing Machine" - 1492. "The Ensilver Song" - 1493. "Betsy Watson" - 1494. "Comrades" - 1495. "What a Funny Little Place to Have One" - 1496. "Wheel Yer Perambulator" - 1497. "On a Summer's Night" - 1498. "Flanagan's Band", "Drums Went Bang" - 1499. "Old Shep" (Red Foley and Arthur Williams) - 1500. "Down By the Old Mill Stream" | - 1501. "The London Prentice Boy" - 1502. "I Likes a Drop of Good Beer" - 1503. "Christians Awake", "Awake Rejoice and Sing", "Egypt" - 1504. "Bonny Brier Bush" - 1505. "My Father Gave Me", "A Bowl, A Bottle, A Dish, And a Ladle" - 1506. "Cuckoo's Nest" (se även Roud 5407) - 1507. "Come All You Young Ladies and Gentlemen" - 1508. "The Wooden Leg'd Parson" - 1509. Ingen uppgift - 1510. "I'm A Young Man From the Country" - 1511. "The Rotherham Statues" - 1512. "Good English Ale" - 1513. "Home From the Fair" - 1514. "Benjamin Bowmaneer" - 1515. "The Bell Ringing" - 1516. "Shrove Tuesday Song" - 1517. "The Mallard - 1519. "A Keeper Went Hunting" - 1520. "Hal an Tow" - 1521. "The Diggers' Song" - 1522. "Lasses Get Your Rakes Ready", "Haytime's Coming" - 1523. "Down in Yon Forest" - 1524. "The Band O' Shearers" - 1525. "Not a Swan on the Lake" - 1526. "It Happened On a Day" - 1527. "The Hash O' Bennagok" - 1528. "The Butcher and the Tailor's Wife" - 1529. "Blackwell Merry Night" - 1530. "Lily" - 1531. "The Rambler from Clare" - 1532. "The Maid and the Magpie" - 1533. "Susan's Adventures in a Man of War" - 1534. "Riding Down to Portsmouth" - 1535. "King Roger" - 1536. "Geordie Gill", "Geordie Fair" - 1537. "Edward Gayden", "Edward Jorgen" - 1538. "Napoleon's Dream" - 1539. "Lovely on the Water" - 1540. "The Trotting Horse" - 1541. "Watercress Girl" - 1542. "The Best Man Here" - 1543. "It Wast Just Against the Cheshire Gate" - 1544. "Duke William's Gamble" - 1545. "The Ploughboy's Dream" - 1546. "'Twas On an April Morning" - 1547. Ingen uppgift - 1548. "The Pelican" - 1549. "Lost Child Found" - 1550. "Good Morning Sir" - 1551. "Righteous Joseph" - 1552. "Nelson's Monument" - 1553. "Daring Highwayman" - 1554. "The Lass of London City" - 1555. "Dear Irish Boy" - 1556. "Jockey and Jenny" - 1557. "The Courtship of Willie and Peggie" - 1558. "As I was A-Walking" - 1559. "Eli Sikes" - 1560. "I'll Gar Our Gudeman Trow" - 1561. "Sorry the Day I Was Married" - 1562. "The Cartmell Hunting Song" - 1563. "Poor Tom", "Who Knocks There", "A Harvest Song" - 1564. Ingen uppgift - 1565. Ingen uppgift - 1566. "Elwina of Waterloo" - 1567. "The Death of John Lee" - 1568. "The Shooting Gallery" - 1569. "My Love He is a Sailor Boy" - 1570. "Whistle Daughter Whistle", "Whistle Whistle Aul Wife" - 1571. "Bridgwater Fair" - 1572. "Poor Man's Labour" - 1573. "Beggars and Ballad Singers" - 1574. "Bold Nelson's Praise" - 1575. "The Isle of France" - 1576. Ingen uppgift - 1577. Ingen uppgift - 1578. "Swarth Fell Rocks" - 1579. "Robbie and Grannie" - 1580. "James Waller the Poacher" - 1581. "Once There was a Pretty Maid" - 1582. "Sheep Shearing" - 1583. "The Shannon and Chesapeake" - 1584. "New Year's Song" - 1585. Ingen uppgift - 1586. "Merry Tom of All Trades", "Get Money at Every Deadlift" - 1587. "The Breeches" - 1588. "My Wife and Breeches" - 1589. "Be Quick For I'm in Haste" - 1590. Ingen uppgift - 1591. "Cis and Harry" - 1592. "Roger and Dolly" - 1593. "The Maiden's Complaint" - 1594. "The Little Carpenter" - 1595. "Lumps of Pudding" - 1596. "The Clown's Courtship" - 1597. "Harvest Song" - 1598. "Old Astrologer" - 1599. "A Child's Calendar" - 1600. "Collin's Ghost" |

| - 1601. "The Comfort of Man" - 1602. "I Don't Think Much of You" - 1603. "The Farmer's Toast", "The Jolly Farmer" - 1604. Ingen uppgift - 1605. "My Charming Molly O" - 1606. "Nelly was a Milkmaid" - 1607. "Nothing At All" - 1608. "Serious Tom" - 1609. Ingen uppgift - 1610. "The Tailor's Breeches" - 1611. "Young Susan Had Lovers" - 1612. "Sweet Swansea" - 1613. "The Trooper Watering His Nag" - 1614. "I'll Go and Enlist for a Sailor" - 1615. "The Christmas Suckling Pig", "The Sussex Pig" - 1616. "There's Bound to Be a Row" - 1617. "Will Watch" - 1618. "Young Henry of the Raging Main" - 1619. "Green Linnet" - 1620. "Giles Scroggins' Ghost" - 1621. "Robin Hood and the Curtal Friar" (Child 123) - 1622. Ingen uppgift - 1623. "Buy Broom Besoms" - 1624. "The Crafty Maid" - 1625. "Kelly the Pirate" - 1626. "(My Name's) Napoleon Bonaparte", "Napoleon's Farewell to Paris" - 1627. "Duncan Campbell" - 1628. "The Squire and the Gipsey Girl" - 1629. "The Poor Irish Stranger" - 1630. "Stark Naked Robbery" - 1631. "The Bedmaking" - 1632. "The Old Miser", "Better for Maids to Live Single" - 1633. "Bonny Kate" - 1634. "Hark Away", "Bright Phoebus" - 1635. "Buttercup Joe" - 1636. Ingen uppgift - 1637. Ingen uppgift - 1638. "The Sailor's Frolic" - 1639. "The Gay Ploughboy" - 1640. "Quite Politely" - 1641. "John White" - 1642. "Down in Yon Meadows" - 1643. "Fare Thee Well Cold Winter", "Long Looked for Come at Last" - 1644. "Low Down in the Broom" - 1645. "The Leaboy's Lassie" - 1646. "Beautiful Nancy" - 1647. "I'm a Damsel so Blooming and Gay", "Oh How I Long to Get Married" - 1648. "Old Woman's Song" - 1649. "The Roving Bachelor", "As Came Ower Yon High High Hill" - 1650. "Seven Months I've Been Married" - 1651. "Beautiful Damsel" - 1652. "Three Jolly Sneaksmen" - 1653. "Watercresses" - 1654. "Avington Pond" - 1655. "The Deserter" - 1656. "Bonny Black Hare" - 1657. "My Master's Gun" - 1658. "The Cattistock Hunting Song", "Dream of Napoleon", "The Old Bitch Fox" - 1659. "The Factory Girl" - 1660. "Lord Paget" - 1661. "The Drinker", "The Merry Tippler" - 1662. Ingen uppgift - 1663. "The Pensioner's Complaint" - 1664. "Poor Jolly Sailor Lads", "Come All You Pretty Fair Maids" - 1665. "Portsmouth City" - 1666. "Roger and Nell", "Old Berkshire Song" - 1667. "The Brisk Lad", "The Sheepstealer" - 1668. "Three Oxford Scholars" - 1669. "Time to Be Made a Wife" - 1670. Ingen uppgift - 1671. "The Apprentice Sailor" - 1672. "Billy and Sally" - 1673. Ingen uppgift - 1674. "Captain Avery", "The Linnet" - 1675. "The Brisk Young Sailor Bold" - 1676. "Colin and His Cow" - 1677. "Come Come My Friends" - 1678. "The Drum Major" - 1679. "Tailor in a Hobble" - 1680. "I Never Says Nothing to Nobody" - 1681. "Joe the Marine" - 1682. "Johnny and Molly" - 1683. "The Lovely Milkmaid" - 1684. "The Maid's Lament" - 1685. "The Newfoundland Sailor" - 1686. "The Bold Poachers", "The Oakham Poachers" - 1687. "Paddy Backwards" - 1688. "The Ploughboy and the Cockney" - 1689. Ingen uppgift - 1690. "Poacher's Song", "Three Hearty Young Poachers" - 1691. "The Wandering Girl" - 1692. "Week's Matrimony" - 1693. "When My Old Hat Was New" - 1694. "An Old Woman Clothed in Grey" - 1695. "Captain Coulston" - 1696. "The Devil and Little Mike" - 1697. "The Holy Well" - 1698. "Rakes of Kildare" - 1699. "Gallant Female Sailor" - 1700. "The Bloody Gardener" | - 1701. - 1715. "Hopping Down in Kent" - 1743 "Cottage By the Sea" - 1747. "Cod Banging" - 1749. "Miner's Dream of Home" - 1752. "A Country Life" - 1754. "Handy Man" - 1757. "Maggie May" - 1759. "Rufford Park Poachers" - 1778. "Ten Thousand Miles Away" - 1784. "Banks of the Clyde", "The Lad in the Scotch Brigade" - 1786. "Rap Her to Bank" - 1788. "The Smacksman" - 1790. "Robin Hood's Progress to Nottingham" (Child 139) - 1800. "Bold McCarthy" |

| - 1802. "The Flying Cloud" - 1808. "The Jug of Punch" - 1811. "Citadel Hill" - 1828. "Lukey's Boat", "Loakie's Boat" - 1836. "The Lakes of Pontchartrain" - 1852. "The Candlelight Fisherman" - 1859. "The Horn Of The Hunter" - 1861. "The Hunting Priest", "Tally Ho the Hounds", "Doctor Mack" - 1865. "The Lish Young Buy-a-broom" - 1868. "Reynard the Fox" - 1910. "Forty Years Ago" - 1941. "Jamie Foyers" - 1984. "Tom Bowling | - 2005. "Rolling Down to Old Maui" - 2012. "Blow Ye Winds" - 2123. "Greenwood Laddie" - 2128. "She Was a Rum One" - 2133. "The Doffin Mistress" - 2137. "Mucking O' Geordie's Byre" - 2141. "Hey John Barleycorn" - 2143. "On Ilkla Moor Baht 'at" - 2146. "The Black Velvet Band" - 2155. "Bogie's Bonnie Belle" - 2160. "McPherson's Farewell" (Robert Burns) - 2169. "Rosie Anderson" - 2172. "The Bonnie Ship the Diamond" - 2185. "Enniskillen Dragoon" - 2226. "Blue Mountain Lake" - 2240. "Jesse James" - 2243. "Cole Younger" - 2245. "Claud Allen" - 2274. "Sir James the Rose" (Child 213) - 2280. "Peggy Gordon" - 2290. "The Green Fields of Canada" - 2300. "The Road to Dundee" - 2306. "She's Like the Swallow" - 2312. "Skibbereen" - 2315. "Johnny Cope" - 2326. "The Indian Lass" - 2335. "The Maid and the Palmer", "The Well Below the Valley" (Child 21) - 2337. "Lambton Worm" (se även 3504) - 2338. "Robin Hood and the Bishop of Hereford" (Child 144) - 2355. "Arthur McBride" - 2403. "Tyne of Harrow" - 2404. "Quare Bungle Rye" - 2409. "Twankydillo" - 2482. "Horn Fair" - 2496. "The Highland Soldier" - 2532. "All Things Are Quite Silent" - 2537. "Moreton Bay" - 2552. "All The Little Chickens In The Garden" - 2565. "Hand Me Down My Petticoat" - 2570. "Ivor" - 2571. "Aiken Drum" (Hogg 89) - 2583. "Eppie Morrie" (Child 223) - 2587. "Johnny Lad" - 2594. "The Close of an Irish Day" - 2598. "The Maid of Seventeen" - 2599. "My Bonny Miner Lad" - 2619. "Blow the Wind Southerly" - 2621. "Shallow Brown" - 2624. "Blow the Man Down" - 2625. "Hanging Johnny" - 2628. "Sally Brown" - 2636. "Flandyke Shore" - 2640. "The Crafty Farmer" (Child 283) - 2644. "Newcastle Lullaby" - 2649. "I'll Tell Me Ma" - 2654. "The Bard of Armagh" - 2659. "Hard Times Come Again No More" - 2670. "Out in the Green Fields" - 2736. "Echo Mocks the Corncrake" - 2737. "The Galway Shawl" - 2742. "The Moorlough Shore" - 2745. "The Flower of Sweet Strabane" - 2768. "Rock-a-bye Baby" - 2774. "I'll Not Marry At All" - 2792. "Robin-a-Thrush" - 2796. "Southern Cross" - 2860. "Young Waters" (Child 94) - 2861. "The Battle of Harlaw" (Child 163) - 2862. "Flodden Field" (Child 168) - 2865. "The Wee Wee Man" (Child 38) - 2883. "The Hills of Greenmore", "The Granemore Hare" - 2888. "Wild Slieve Gallion Braes" - 2930. "The Belfast Maid" - 2946. "My Singing Bird" - 2992. "Bold Doherty" - 2994. "The Wind That Shakes the Barley" - 2995. "Emigrant's Farewell to His Country" - 2998. "The Grazier Tribe" - 2999. "The Bantry Girls' Lament For Johnny" |

| - 3004. "The Parting Glass" - 3007. "Maid that Sold the Barley" - 3012. "Rocky Road to Dublin" (D.K. Gavan) - 3014. "Kevin Barry" - 3017. "Dublin Jack of All Trades" - 3018. "The Limerick Rake" - 3038. "Lillibullero" - 3052. "With Kitty I'll Go" - 3059. "The Keel Row" - 3062. "Sair Fyel'd Hinny" - 3063. "Pawkie Paiterson's Auld Grey Yaud", "Robin Spraggon's Old Grey Mare" - 3064. "Bonny at Morn" - 3085. "The Weaver" - 3089. "The Gresford Disaster" - 3092. "Paddy West" - 3093. "The Quaker" - 3094. "The Campanero" - 3095. "The Boatie Rows" - 3097. "The Boat that First Brought Me Over" - 3098. "The Recruiting Officer", "The Merry Volunteers" - 3099. "Prince Charlie Stuart" - 3100. "Lang Johnny More" (Child 251) - 3103. "Black Is the Color (of My True Love's Hair)" - 3119. "Deep Blue Sea" - 3136. "The Drummer and the Cook", "Walking Tub of Butter" - 3137. "Johnny I Hardly Knew Ye" - 3141. "Admiral Benbow" - 3154. "The Snows They Melt the Soonest" - 3166. "Felton Lonnin / The Kye Have Come Hame" - 3174. "Here's the Tender Coming" - 3189. "The Trimdon Grange Explosion" - 3191. "Jowl Jowl and Listen" - 3193. "Blackleg Miner" - 3195. "Queen of Hearts" - 3204. "The Christmas Goose" - 3209. "Who Owns The Game" - 3212. "Allison Gross" (Child 35) - 3221. "Doodle Let Me Go (Yellow Girls)" - 3234. "Sweet Betsy from Pike" - 3237. "Zebra Dun" - 3247. "The Ballad of Casey Jones" - 3262. "John Hardy" (Laws I2) - 3267. "Botany Bay" - 3278. "The Wearing of the Green" - 3282. "Reuben Ranzo" - 3290. "Droylsden Wakes" - 3293. "The Battle of Otterburn" (Child 161) - 3296. "The Outlaw Murray" (Child 305) - 3297. ""Adam Bell", "Clim of the Clough" or "William of Cloudesly" (Child 116) - 3298. "Robin Hood and Allen A Dale" (Child 138) - 3299. "Robin Hood's Death" (Child 120) - 3301. "Leesome Brand" (Child 15) - 3315. "Trelawny (The Song of the Western Men)" (Robert Stephen Hawker) - 3321. "Young Banker", "Banking Boy" - 3322. "The Bent Sae Brown" (Child 71) - 3325. "Bleacher Lass o' Kelvinhaugh" - 3335. "Rose Red and the White Lily" (Child 103) - 3336. "Prince Heathen" (Child 104) - 3339. "Poor Wayfaring Stranger" - 3352. "The Death of Ben Hall" - 3364. "Jamis Telfer of the Fair Dodhead" (Child 190) - 3367. "One and Twenty" - 3380. "The Reaping of the Rushes Green" - 3385. "Little Chance", "How Tedious and Tasteless (the Hours)", "Edgefield", "Greenfields" - 3386. "The Old Churchyard" - 3391. "Robin Hood and the Beggar, I" (Child 133) - 3392. "Robin Hood and the Beggar, II" (Child 134) - 3393. "The Duke of Athole's Nurse" (Child 212) - 3396. "East Virginia" - 3409. "Can the Circle Be Unbroken (By and By)" - 3413. "Cumberland Gap" - 3421. "In the Pines", "Where Did You Sleep Last Night" - 3426. "Black-Eyed Susie" - 3429. "Ida Red" - 3433. "Skip to My Lou" - 3434. "Cripple Creek" - 3438. "The Old Chisholm Trail" - 3448. "The Plooman Laddies" - 3454. "A Poor Aviator Lay Dying" - 3464. "Cock a doodle doo" - 3483. ""Diddle Diddle, Or The Kind Country Lovers", "Lavender's Blue"" - 3484. "The Banks of the Dee" - 3486. "Celebrated Working Man", "In The Bar-room", "Shovellin' Back the Slate" - 3488. "Byker Hill", "Walker Pits", "Walker Pit and Byker Shore" - 3491. "Poverty Knock" - 3504. "Cushie Butterfield", "Lambton Worm" (se även 2337) - 3507. "Geordy Black" - 3509. "The Donibristle Disaster" - 3510. "Miner's Lifeguard" (A Miner's Life) - 3511. "Blaydon Races" - 3550. "This Old Man" - 3594. "Old Joe Clark" - 3597. "Love Has Gaained the Day" - 3599. "Home on the Range" - 3604. "The Dreary Black Hills" - 3632. "Roll the Old Chariot" - 3634. "Rain and Snow" - 3715. "I'll Be All Smiles Tonight" - 3722. "The Whummil Bore" (Child 27) - 3723. "The Queen of Elfan's Nourice" (Child 40) - 3724. "The Dead Horse Shanty" - 3753. "Three Blind Mice" - 3756. "The Arkansas Traveler" - 3767. "Puttin' On the Style" - 3778. "Bonny Woodhall" - 3801. "Caledonia" / "Jean and Caledonia" - 3812. "Flowers of the Forest" - 3846. "On the Banks of the Don" - 3855. "Clerk Saunders" (Child 69) - 3856. "Jock the Leg and the Merry Merchant" (Child 282) - 3867. "King Henry" (Child 32) - 3875. "Young Peggy" (Child 298) - 3876. "The Laird of Wairston" (Child 194) - 3878. "The Queen of Scotland" (Child 301) - 3879. "The Earl of Mar's Daughter" (Child 270) - 3880. "Earl Crawford" (Child 229) - 3881. "Charlie MacPherson" (Child 234) - 3882. "Brown Robyn's Confession" (Child 57) - 3883. "Child Owlet" (Child 291) - 3884. "Lady Isabel" (Child 261) - 3885. "Bonny Bee Hom" (Child 92) - 3886. "The Holy Nunnery" (Child 303) - 3887. "The New-Slain Knight" (Child 263) - 3888. "The White Fisher" (Child 264) - 3889. "The Knight's Ghost" (Child 265) - 3890. "Thomas o Yonderdale" (Child 253) - 3902. "The Clerk's Twa Sons O Owsenford" (Child 72) - 3904. "Blancheflour and Jollyflorice" (Child 300) - 3908. "Bonny John Seton" (Child 198) - 3909. "Lord Livingstone" (Child 262) - 3910. "Willie and the Earl Richard's Daughter" (Child 102) - 3911. "Young Benjie" (Child 86) - 3912. "Kemp Owyne" (Child 34) - 3914. "Young Ronald" (Child 304) - 3915. "Auld Matrons" (Child 249) - 3918. "James Grant" (Child 197) - 3925. "Walter Lesly" (Child 296) - 3928. "Dugall Quin" (Child 294) - 3931. "The Bonny Lass of Anglesey" (Child 220) - 3935. "Young Bearwell" (Child 302) - 3955. "Robin Hood and the Bishop" (Child 143) - 3956. "Robin Hood and the Newly Revived" (Child 128) - 3957. "Robin Hood Rescuing Will Stutly" (Child 141) - 3958. "The Noble Fisherman" or "Robin Hood's Preferment" (Child 148) - 3959. "The West Country Damosel's Complaint" (Child 292) - 3960. "Sheath and Knife" (Child 16) - 3961. "The Boy and the Mantle" (Child 29) - 3962. "Burd Ellen and Young Tamlane" (Child 28) - 3963. "St. Stephen and Herod" (Child 22) - 3964. "Judas" (Child 23) - 3965. "King Arthur and King Cornwall" (Child 30) - 3966. "The Marriage of Sir Gawain" (Child 31) - 3967. "King Henry" (Child 32) - 3968. "The Laily Worm and the Machrel of the Sea" (Child 36) - 3969. "Sir Aldingar" (Child 59) - 3970. "King Estmere" (Child 60) - 3971. "Old Robin of Portingale" (Child 80) - 3972. "The Bonny Birdy" (Child 82) - 3973. "Will Stewart and John" (Child 107) - 3974. "Christopher White" (Child 108) - 3975. "Crow and Pie" (Child 111) - 3976. "Robyn and Gandeleyn" (Child 115) - 3977. "Robin Hood and Guy of Gisborne" (Child 118) - 3978. "Robin Hood and the Monk" (Child 119) - 3979. "Robin Hood and the Potter" (Child 121) - 3980. "Robin Hood and the Butcher" (Child 122) - 3981. "The Jolly Pinder of Wakefield" (Child 124) - 3982. "Robin Hood and the Tinker" (Child 127) - 3983. "Robin Hood and the Prince of Aragon" (Child 129) - 3984. "Robin Hood and the Scotchman" (Child 130) - 3985. "Robin Hood and the Shepherd" (Child 135) - 3986. "Robin Hood's Delight" (Child 136) - 3987. "Robin Hood and the Pedlars" (Child 137) - 3988. "Little John A Begging" (Child 142) - 3989. "Robin Hood's Chase" (Child 146) - 3990. "Robin Hood's Golden Prize" (Child 147) - 3991. "Robin Hood's Birth, Breeding, Valor and Marriage" (Child 149) - 3992. "Robin Hood and Maid Marian" (Child 150) - 3993. "The King's Disguise, and Friendship with Robin Hood" (Child 151) - 3994. "Robin Hood and the Golden Arrow" (Child 152) - 3995. "Robin Hood and the Valiant Knight" (Child 153) - 3996. "A True Tale of Robin Hood" (Child 154) - 3997. "Hugh Spencer's Feats in France" (Child 158) - 3998. "Durham Ford" (Child 159) - 3999. "The Knight of Liddesdale" (Child 160) - 4000. "Sir John Butler" (Child 165) | - 4001. "The Rose of England" (Child 166) - 4002. "Thomas Cromwell" (Child 171) - 4003. "Musselburgh Field" (Child 172) - 4004. "Earl Bothwell" (Child 174) - 4005. "The Rising of the North" (Child 175) - 4006. "Northumberland Betrayed By Douglas" (Child 176) - 4007. "The Earl of Westmoreland" (Child 177) - 4008. "Rookhope Ryde" (Child 179) - 4009. "King James and Brown" (Child 180) - 4010. "Willie MacIntosh" (Child 183) - 4011. "The Lads of Wamphray" (Child 184) - 4012. "Dick o the Cow" (Child 185) - 4013. "Kinmont Willie" (Child 186) - 4014. "Hobie Noble" (Child 189) - 4015. "Lord Maxwell's Last Goodnight" (Child 195) - 4016. "The Battle of Philiphaugh" (Child 202) - 4017. "The Baron of Brackley" (Child 203) - 4018. "Loudon Hill" (Child 205) - 4019. "The Lady of Arngosk" (Child 224) - 4020. "The Slaughter of the Laird of Mellerstain" (Child 230) - 4021. "The Coble o Cargill" (Child 242) - 4022. "James Hatley" (Child 244) - 4023. "Lady Elspat" (Child 247) - 4024. "Lord Thomas Stuart" (Child 259) - 4025. "Earl Rothes" (Child 297) - 4026. "Lovewell's Fight" - 4027. "Braddock's Defeat" - 4028. "On the Eighth Day of November" - 4029. "The Battle of Point Pleasant" - 4030. "The Battle of Bridgewater" - 4031. "The Sir Robert Peel" - 4032. "Battle of Prairie Grove" - 4033. "Andersonville Prison" - 4034. Ingen uppgift - 4035. "Mustang Gray" - 4036. "John Garner's Trail Herd" - 4037. "The Crooked Trail to Holbrook" - 4038. "George Britton" - 4039. "On the Trail to Idaho" - 4040. "When I Was a Brave Cowboy" - 4177. "Duncan and Brady - 4181. "Railroad Bill" - 4183. "Stagger Lee" - 4190. "Strike the Bell" - 4192. "Tom Dooley" - 4204. "She'll Be Coming 'Round the Mountain" - 4209. "Shortnin' Bread" - 4211. "Bile Them Cabbage Down" - 4221. "Cod Liver Oil" - 4228. "Wabash Cannonball" - 4247. "Turkey in the Straw" - 4299. "Take This Hammer" - 4301. "The Moonshiner" - 4321. "Abdul Abulbul Amir" - 4326. "My Grandfather's Clock" (Henry Clay Work) - 4343. "Shawneetown Flood" - 4379. "The Irish Rover" - 4401. "Drill Ye Tarriers Drill" - 4427. "Feller from Fortune" - 4432. "I's the B'y", "I'se the B'y" - 4439. "Baa, Baa, Black Sheep" - 4443. "Roll the Woodpile Down" - 4455. "Over There", "Over Here", "The Flapjacks Tree", "In Kansas" - 4456. "Shady Grove" - 4461. "Dunderbeck" - 4501. "Yankee Doodle" - 4505. "Crows in the Garden" - 4533. "Ferryland Sealer" - 4540. "Donkey Riding" - 4541. "Jack Was Every Inch a Sailor" - 4542. "The Badger Drive" - 4550. "Land of the Silver Birch" - 4556. "Uncle Sam's Farm" - 4581. "Three Craws" - 4584. "New Year's Eve Carol" - 4585. "Greenside Wakes Song" - 4593. "Bogieside", "Adieu to Bogieside" - 4614. "Darkie Sunday School" - 4619. "Peg and Awl" - 4624. "Going Across the Mountain" - 4628. "Storms May Rule the Ocean" - 4636. "Railroad Corral" (John Mills Hanson) - 4660. "Footprints in the Snow" - 4690. "Baltimore", "Bound for Baltimore", "Up She Goes" - 4695. "Paddy Doyle" - 4696. "John Come Tell Us As We Haul Away" - 4704. "Barnacle Bill" - 4746. "Old Settler's Song" - 4753. "Worried Man Blues" - 4758. "Down Down Down" - 4766. "Rolling Home" - 4790. "Cocaine Bill" or "Cocaine Bill and Morphine Sue" - 4796. "The Sash" ("The Hat My Father Wore") - 4800. *The Blarney Stone" - 4801. "Star of the County Down" (Cathal McGarvey) - 4816. "Willie Moore" - 4826. "There Was a Crooked Man" - 4828. "The Ball of Kirriemuir" - 4830. "Cosher Bailey" - 4833. "Johnston's Motor Car" - 4836. "Good Ship Venus" - 4837. "I Used to Work in Chicago" - 4841. "The Fireship", "Dark and Roving Eye" - 4845. "The Shearing's No' For You" - 4933. "O Death", "Oh Death", "Conversation with Death" - 4957. "I Wish I Was a Mole In the Ground" - 4996. "Jimmy Brown the Newsboy" - 4998. "The Vicar of Bray" |

| - 5040. "Did You Ever See a Lassie?" - 5122. "The Convict's Song" - 5138. "When I Was No but Sweet Sixteen" - 5152. "The Shepherd Lad O' Rhynie" - 5160. "My Last Farewell to Stirling" - 5214. "Will There Be Any Travellers in Heaven" - 5234. "Banna Strand" - 5249. "Pop Goes the Weasel" - 5269. "The Nonsense Song", H Mi Rinkum - 5294. "The Devil and Baliff McGlynn" - 5386. "Banks of the Nile" - 5397. "The Reed Cutter's Daughter" - 5404. "The Back O' Bennachie" - 5407. "Cuckoo's Nest" (se även Roud 1506) - 5430. "Amazing Grace" - 5435. "Swing Low, Sweet Chariot" - 5439. "Wade in the Water" - 5470. "The Frozen Logger" (James Stevens) - 5473. "The Drover's Dream" - 5477. "Little Fishes" - 5478. "Jim Jones at Botany Bay" - 5512. "Comin' Thro' the Rye" - 5516. "Such a Parcel of Rogues in a Nation" (Hogg 36) - 5517. "Ye Jacobites by Name" (Hogg 34) (se även Roud V31021) - 5568. "The Monymusk Lads" - 5680. "Join the British Army", "The Lass of Killiecrankie" - 5681. "The Kildare Rake" - 5684. "The Irish Boy", "Bonny Irish Boy" (distinct from #565) - 5701. "I Know Where I'm Going" - 5723. "Darlin' Cory" - 5731. "Sugar Baby" - 5869. "Jock Hamilton", "Duke Hamilton", "Lord Hamilton" | - 6287. "Kate Dalrymple" - 6294. "Auld Lang Syne" - 6306. "The Farmer in the Dell" - 6329. "The Blarney Roses" - 6364. "Midnight Special" - 6393. "The House of the Rising Sun" - 6423. "Old-Time Religion" - 6475. "Last Valentine's Day", Black Sloven - 6487. "Little Bo Peep" - 6489. "Hickory Dickory Dock" - 6547. "'Til Next Market Day" - 6555. "Ballad of the Erie Canal" - 6562. "Annan Water" (Child 215 App.) - 6599. "The Ee-rye-ee Canal" - 6678. "Idumea" - 6695. "The Colorado Trail" - 6696. "Big Rock Candy Mountain" - 6701. "John the Revelator" - 6702. "This Train" - 6711. "Long John" - 6739. "The George Aloe and the Sweepstake" (Child 285) - 6740. "Young Andrew" (Child 48) - 6858. "Fitba' Crazy", "Football Crazy" (James Curran) - 6897. "I Am a Youth" - 6936. "Now Westlin Winds" (Robert Burns) - 6955. "Will My Soul Pass Through Ireland" - 6960. "Three Wee Glasgow Molls" |

| - 7046. "Danville Girl" - 7052. "Charming Betsy" - 7148. "Hey How My Johnny Lad" - 7382. "See That My Grave Is Kept Clean" - 7480. "Columbus Stockade Blues" - 7501. "He's Got the Whole World in His Hands" - 7622. "Mary Had a Little Lamb" - 7666. "Twinkle, Twinkle Little Star" - 7686. "My Home's Across the Blue Ridge Mountains" - 7689. "Sitting on Top of the World" - 7734. "A Wise Old Owl" - 7841. "When This Old Hat Was New" - 7899. "Polly Put the Kettle On" - 7922. "The Muffin Man" - 7925. "Ring a Ring O'Roses" - 7989. "Harp Without a Crown", "The Girls of Dublin Town", "The Gals o' Dublin Town" - 7992. "Hallelujah, I'm a Bum" | - 8125. "Welcoming Poor Paddy Home" - 8136. "Ned of the Hill" (English version of Éamonn an Chnoic) (se även Roud V28517) - 8147. "The Cow Ate the Piper" - 8148. "How Many Miles to Babylon?" - 8179. "Annie Laurie" - 8187. "The Braes o' Killiecrankie" - 8194. "Lyke-Wake Dirge" - 8215. "The Old Turf Fire", "My Little Marble Hall" - 8231. "Dixie" - 8234. "All For Me Grog", "Across the Western Ocean" - 8247. "Hi, canny man" (Harry Nelson) - 8249. "Pit Lie Idle" - 8276. "False, False" - 8287. "Bully in the Alley" - 8293. "Sebastapol" - 8312. "Farewell to Cotia" - 8358. "Angels from the Realms of Glory" - 8368. "Lydia Pinkham", "The Ballad of Lydia Pinkham", "Lily the Pink" - 8388. "The Bastard King of England" - 8399. "The Castlereagh River" - 8402. "Bless 'Em All" (words: Fred Godfrey, music: Robert Kewley) - 8460. "Over the Hills and Far Away (traditional)" - 8503. "The Country Wedding" - 8513. "Bonnie Dundee" (Walter Scott) - 8694. "Come Under My Plaidie" |

| - 9134. "I Shall Not Be Moved" - 9139. "Copshawholme Fair" - 9176. "Blackberry Grove" - 9212. "Black, White, Yellow and Green", "There Was an Old Woman" - 9266. "Down by the Glenside", "The Bold Fenian Men" - 9424. "The Red Light Saloon" - 9435. "Leaving of Liverpool" - 9439. "Johnny Come Down the Backstay" - 9520. "The Jacket Green" (Michael Scanlan) - 9534. "The Shaver" - 9536. "Waltzing Matilda" (Banjo Paterson) - 9595. "On the Banks of the Wabash, Far Away" - 9598. "The Bonnie Banks o' Loch Lomond" - 9601. "Old Black Joe", "Poor Old Joe" (Stephen Foster) - 9611. "Clementine" - 9612. "The Preacher and the Slave" - 9614. "Oh! Susanna" (Stephen Foster) - 9618. "Hanging on the Old Barbed Wire" - 9621. "She Was Poor But She Was Honest" - 9634. "The Rising of the Moon" - 9701. "Oh My Monkey Jacket" - 9741. "The Three O'Donnells" - 9742. "The Three Flowers" - 9753. "Mursheen Durkin" - 9833. "The Great American Bum" - 9859. "The Runaway Train" | - 10017. "I'm Alabama Bound" - 10030. "Corrine, Corrina", "Alberta" - 10052. "Rock About My Saro Jane" - 10055. "Shorty George" - 10056. "See See Rider" - 10057. "Dink's Song" - 10059. "Buckeye Jim" - 10061. "Pick a Bale of Cotton" - 10062. "Take a Whiff On Me" - 10072. "Sometimes I Feel Like a Motherless Child" - 10074. "Joshua Fit the Battle of Jericho" - 10075. "Gospel Plow" - 10082. "Keep On the Sunny Side" - 10124. "Eskimo Nell" - 10259. "Do Your Balls Hang Low?" - 10266. "Jack and Jill" - 10338. "Pump Away" - 10391. "They're moving Father's grave to build a sewer" - 10433. "Keep Your Lamp Trimmed and Burning" - 10447. "The Wee Wee Song" - 10465. "The Chinese Bum-boat Man" - 10477. "Empty Bed Blues" - 10493. "Hitler Has Only Got One Ball" - 10499. "D-Day Dodgers" - 10508. "Quartermaster's Stores" - 10513. "Salonika" - 10517. "The Valley of Jarama" (se även 24111) - 10523. "Far Far From Ypres", "Mop It Down", "Here's to the Good Old Whisky/Beer", "Drink It Down" - 10529. "When This Bloody War Is Over", "When This Lousy War Is Over" - 10531. ""Glorious", "Drunk Last Night" - 10612. "Henry Joy" - 10678. "The Lord Bless Charlie Mott", "God Bless Charlie Mopps", "Charlie Mopps (the Man Who Invented Beer)" - 10682. "My Brother Sylvest" - 10764. "The Mountains Of Mourne" (Percy French) - 11235. "It's a Long Way to Tipperary" - 11254. "I'm Bound Away" - 11257. "The Intoxicated Rat" - 11284. "One, Two, Buckle My Shoe" - 11504. "Pretty Boy Floyd" - 11520. "Lost John" - 11543. "Otto Wood the Bandit" - 11586. "Itsy Bitsy Spider" - 11594. "The Little Black Train is Coming" - 11616. "Scraping Up Sand in the Bottom of the Sea" - 11659. "Ain't It a Shame" - 11661. "Salty Dog" - 11667. "Backwater Blues" - 11668. "Black Betty" - 11681. "Goodnight, Irene" - 11684. "Grey Goose" - 11687. "Good Morning Blues" - 11694. "Meeting at the Building" - 11730. "The Prisoner's Song" - 11733. "Hand Me Down My Walking Cane" - 11735. "Foggy Mountain Top" - 11765. "Hesitation Blues" - 11768. "Camptown Races" - 11771. "The Traveling Coon", "Traveling Man" - 11823. "Mary Don't You Weep" - 11886. "Down by the Riverside", "Ain't Gonna Study War No More" - 11924. "Come By Here", "Kum-by-yah" - 11975. "Michael Row the Boat Ashore" |

| - 12149. "Ragged but Right" - 12153. "Jordan Is a Hard Road to Travel" - 12463. "The Murder of Mary Tuplin" - 12497. "The Hayseed" - 12551. "The Devil and the Feathery Wife" - 12598. "The Monkeys Have No Tails in Zamboanga" - 12657. "Blackbirds and Thrushes" - 12675. "The Saucy Arethusa", "The Arethusa" - 12682. "Early One Morning" - 12708. "The Rambling Gambler" - 12764. "Nobody Likes Me", "Guess I'll Eat Some Worms" - 12783. "Carnival of Venice" - 12946. "My Love Is Like a Red Red Rose" - 12983. "Rub-a-dub-dub" - 13026. "Humpty Dumpty" - 13027. "Little Jack Horner" - 13028. "See Saw Margery Daw" - 13153. "Diamonds In The Rough" - 13188. "A-Tisket, A-Tasket" - 13190. "Oranges and Lemons" - 13191. "Sing a Song of Sixpence" - 13204. "Green Peas Mutton Pies" - 13252. "The Rosabella" - 13392. "The Harp that Once Through Tara's Halls" (Thomas Moore) - 13497. "Peter Peter Pumpkin Eater" - 13512. "Ten Little Indians" - 13530. "One, Two, Three, Four, Five" - 13642. "The Shoals of Herring" (Ewan MacColl) - 13711. "Wee Willie Winkie" - 13743. "The Road by the River" - 13849. "Bluebells of Scotland" - 13867. "The Minstrel Boy" (Thomas Moore) - 13880. "Old Folks At Home" (Swannee River) - 13889. "The Banks O' Doon" - 13902. "Jack Be Nimble" - 13926. "Hard Travelin'" - 13943. "Hook and Line" - 13968. "Babylon is Fallen" - 13983. "When the Saints Go Marching In" | - 14001. "Alec's Lament" - 14002. "Bachelor's Hall" - 14003. "Mick Riley" - 14004. Ingen uppgift - 14005. "There's Nothing to Be Gained by Roving" - 14006. "If I Had As Many Wives" - 14007. "Baby's Ball" - 14008. "Three Little Mice" - 14009. "Eh Lor! Miss Molly" - 14010. "We're Marching Round and Round Singing Game" - 14011. "The Tramp" - 14012. "The Fatal Run" - 14013. "New Market Wreck" - 14014. "The Wreck of the Norfolk and Western Cannon Ball" - 14015. "Ben Dewberry's Final Run" - 14016. "The Wreck of No.52" - 14017. "The Wreck of the Sportsman" - 14018. "The Dying Engineer" - 14019. "The Wreck of the Virginian" - 14020. "The Wreck of the Virginian No.3" - 15144. "Hello Stranger" - 15158. "Solidarity Forever" - 15159. "Which Side Are You On?" - 15161. "So Long, It's Been Good to Know Yuh" (Woody Guthrie) - 15162. "Sixteen Tons" (Merle Travis) - 15211. "Rock Island Line" - 15220. "Go Tell It On the Mountain" - 15472. "Do Your Ears Hang Low?" - 15530. "The Lady and the Swine" - 15534. "The Factory Girl" (c.f. 1569) - 15532. "Follow the Drinkin' Gourd" - 15581. "Benny Havens oh" (se även Roud V8648) - 15600. "When First to This Country a Stranger I Came" - 15632. "Sleep On Beloved" - 15634. "The John B. Sails" - 15712. "My Body Has Tuberculosis" - 15989. "Talking Blues" - 16143. "The Free Train" - 16151. "In Dem Long Hot Summer Days" or "Old Riley" - 16339. "Star light, star bright" - 16378. "This Land Is Your Land" - 16412. "Lost Johnny" - 16577. "The Tailor and the Mouse" - 16629. "Hobo's Lullaby" - 16636. "Lamorna" - 16718. "Sullivan's John" - 16813. "When I First Came To This Land - 16814. "It's Raining, It's Pouring" or "It's Raining" - 16821. "Poor Man's Heaven" (Carson Robison) - 16874. "Swell My Net Full" - 16898. "While Shepherds Watched Their Flocks" - 16907. "After Aughrim's Great Disaster", "Seán Ó Duibhir A' Ghleanna" - 16932. "Molly Malone" - 16945. "The Cotton Mill Song" - 16962. "Kiss Me Goodnight, Sergeant Major" - 17043. "Fraulein" - 17141. "Let Union Be In All Our Hearts" - 17321. "No Depression in Heaven" - 17329. "Sweet Heaven in My View" - 17558. "Cocaine", "Simply Wild About My Good Cocaine" - 17575. "The Old Cabin Home" - 17624. "The Sinking of the Reuben James" - 17635. "Sail Away Ladies" - 17648. "The Gypsy Countess" - 17672. "Delia's Gone", "Delia" - 17692. "Fishing Blues" - 17701. "Poor Boy Blues", "Poor Boy, Long Ways From Home" - 17768. "This Little Light of Mine" - 17770. "Cock a doodle doo" - 17771. "The Weaver and the Factory Maid" - 17774. "The Music Man" - 18130. "You Are My Sunshine" (Jimmie Davis, Charles Mitchell) - 18160. "Riley Riley" - 18229. "The Mountains of Mourne" - 18267. "Eeny, meeny, miny, moe" - 18341. "Angelina Baker" - 18411. "Nine Times a Night" - 18510. "Long Black Veil" (Danny Dill, Marijohn Wilkin) - 18556. "Brown's Ferry Blues" - 18669. "Good Old Mountain Dew" - 18829. "Must I Be Bound?" - 18830. "Beam of Oak" - 18834. "There Is a Tavern in the Town" - 18836. "The Dogger Bank" - 18867. "How Can a Poor Man Stand Such Times and Live?" - 18905. "Outward and Homeward Bound" - 18956. "Goodbye, Dolly Gray" |

| - 19019. "Coulters Candy" (Robert Coltart) - 19096. "Rain Rain Go Away" - 19103. "The Man of Double Deed" - 19109. "The Wren Song" - 19132. "There was an Old Woman Who Lived in a Shoe" - 19234. "Postman Postman" - 19235. "Round and round the garden" - 19236. "Row, Row, Row Your Boat" - 19237. "Taffy was a Welshman" - 19297. "This Little Piggy" - 19299. "Solomon Grundy" - 19334. "Old Mother Hubbard" - 19478. "Hey Diddle Diddle" - 19479. "Jack Sprat" - 19526. "Monday's Child" - 19532. "Georgie Porgie" - 19536. "Lucy Locket" - 19557. "Leaning on the Lamb" - 19621. "Tom, Tom, the Piper's Son" - 19626. "Mary, Mary, Quite Contrary" - 19639. "Ride a cock horse to Banbury Cross" - 19689. "Hark, Hark! The Dogs Do Bark" - 19695. "Three wise men of Gotham" - 19712. "Doctor Foster" - 19745. "Peter Piper" - 19772. "As I was going to St Ives" - 19777. "Simple Simon" - 19798. "Roses are Red" - 19800. "Tweedledum and Tweedledee" - 19808. "On Ilkla Moor Baht 'at" - 20004. "If wishes were horses, beggars would ride" - 20096. "One for Sorrow" - 20105. "Bell Bottom Trousers" - 20174. "In Marble Halls", eller "In Marble Walls" - 20420. "You Might Easy Know a Doffer" - 20605. "Little Miss Muffet" - 20612. "Little Robin Redbreast" - 20764. "Streets of Forbes" - 20854. "This Is the House That Jack Built" - 20960. "San Francisco Bay Blues" - 21098. "The Rout of the Blues" - 21100. "The Sailor's Alphabet" - 21113. "The Ryans and the Pittmans", "We'll Rant and We'll Roar" - 21256. "Ben Backstay" - 21449. "Pay Me My Money Down" - 21715. "Whiskey you're the Devil" - 21859. "Darby Kelly" (John Whitaker, Thomas Dibdin) - 21931. "Tomorrow Shall Be My Dancing Day" - 22062. "Spancil Hill" - 22229. "Boar's Head Carol" - 22317. "Shine On, Harvest Moon" - 22417. "The Old Rugged Cross" (George Bennard) - 22518. "All Around My Hat" (se även Roud 567) - 22620. "Awake Awake (You/Ye) Drowsy Sleeper(s)", "Arise Arise", "Cruel Father", "The Drowsy Sleeper", "Who Comes Tapping to My Window", "The Maiden's Complaint", "I'll Lock You Up in Your Bedchamber", "Who's There Who's There Under My Window", "Awake Awake Ye Drowsy Souls", "O Who is that that Raps (At My Window)", "Lovely Molly", "Single I'll Go to My Grave", "Let the Hills and Valleys Be Covered With Snow" (Laws M4) (English versions – see 22621 for American versions) - 22621. "(The) Silver Dagger" (Laws G21), "(The/O/You) Drows(e)y Sleeper(s)", "Willie and Mary", "(Kattie/Katie/Katy) Dear", "(Oh/O) Molly (Dear) (Go Ask Your Mother)", "Awake Arise (You Drowsy Sleeper)", "Who's that Knocking (At My Window)", "Awake (O) Awake", "Wake Up (You Drowsy Sleeper)", "(Who Is That Under My) Bedroom Window", "Love Will Find a Way", "Raft-man's Song", "Death of William and Nancy", "Georgy Boy", "An Ardent Lover", "(The) Shining Dagger", "Arise Arise", "Maggie and Willie", "Who Taps At My Bedroom Window", "Wake Oh Wake You Drowsy Sleeper", "Charlie and Bessie", "Sleepy Desert", "Little Willie", "Sluggard Lover", "Willie Darling", "Awake Awake My Old True Lover", "The Droopery Sleeper", "Who is At My Window Weeping", "Annie Girl", "Hark Hark Who's At My Window", "The Broken Token" (amerikanska versioner – se 22620 för brittiska versioner) - 22827. "Cawsand Bay" - 22834. "Because He Was a Bonny Lad" - 23107. "I Should Very Much Like to Know" - 23373. "Leaky Ship" - 23553. "Down at the Old Bull and Bush" - 23565. "Danny Boy" (Frederic Weatherly) - 23614. "Blackbird's Nest" - 23650. "Streets of Laredo" (Laws B1) - 24111. "Jarama Valley" (se även Roud 10517) - 24351. "The Bonny Cuckoo" - 24791. "The Lark in the Clear Air" (Samuel Ferguson) - 24820. "The Ryebuck Shearer" - 24978. "The Woad Song" (William Hope-Jones) - 25792. "Far Away in Australia" - 26301. "Deck the Halls" (Thomas Oliphant) - 26736. "Lord of the Dance (Sydney Carter) - 29549. "The Humour Is On Me Now" - V8648. "Benny Havens Oh" (se även Roud 15581) - V11915. "Maid of LLanwellyn" - V11958. "I Belong to Glasgow" (Will Fyffe) - V13849. "Kelly The Boy From Killane" (Patrick Joseph McCall) - V16366. "Tom Of Bedlam" - V20125. "Battle of New Orleans" - V23285. "Don't Forget Your Old Shipmate" - V28517. "Ned of the Hill" (engelskspråkig version av "Éamonn an Chnoic") (se även Roud 8136) - V28639. "Down by the Sally Gardens" (W. B. Yeats, troligen inspirerad av Roud 386) - V31021. "Ye Jacobites by Name" (Robert Burns) (se även Roud 5517) - V31022. "Such a Parcel of Rogues in a Nation" (Robert Burns) - V35719. "If It Wasn't For the 'Ouses in Between" - V38186. "Drowned Lovers" (se även Roud 91) |